# Selbstliebe

Self-love - Lorc - game-icons

Selbstliebe (feminines Substantiv, aus Selbst (ahd. selb, mhd. selp etymologisch nicht sicher geklärt) und Liebe (ahd. liubi, mhd. liebe, „lieb machen“, „lieb werden“)) – auch als Eigenliebe bezeichnet – beschreibt die Fähigkeit und die wertschätzende, akzeptierende sowie wohlwollende Haltung, die eine Person sich selbst gegenüber einnimmt. Sie umfasst sowohl die Anerkennung eigener Stärken als auch die Akzeptanz von Schwächen und ist eng mit dem Streben nach Wohlbefinden verbunden. Selbstliebe ist eine dem Menschen innewohnende Kraft, die zur Selbstregulation seines Verhaltens beiträgt – unabhängig von äußeren Erwartungen und frei von dem Druck, sich ständig mit anderen zu vergleichen.
Die Bedeutung und Anwendung des Begriffs sind stark kontextabhängig und variieren je nach kulturellem, religiösem, philosophischem oder wissenschaftlichem Blickwinkel. Selbstliebe wird häufig im Zusammenhang mit psychischer Gesundheit, Resilienz und persönlicher Entwicklung betrachtet.
Im Spannungsfeld zwischen Selbstbestimmung und äußeren Einflüssen wie gesellschaftlichen Normen, sozialen Erwartungen oder persönlichen Herausforderungen erfordert Selbstliebe eine bewusste oder unbewusste Entscheidung oder Handlung zur Förderung des eigenen Wohlergehens – oft begleitet von inneren Konflikten oder zwischenmenschlichen Spannungen.
Selbstliebe lässt sich in qualitative, quantitative, bewusste und unbewusste Formen unterteilen und bildet eine wesentliche Grundlage für persönliches Wachstum sowie eine authentische und selbstbestimmte Entwicklung.
Aufgrund der Vielschichtigkeit des Begriffs ist er eng mit Konzepten wie Selbstannahme, Selbstachtung, Selbstzuwendung, Selbstvertrauen, Selbstfreundschaft und Selbstwert verwandt, kann jedoch nicht vollständig mit diesen gleichgesetzt werden.

## Geschichte in Europa

### Antike
Die Selbstliebe (griechisch: Philautia) wurde historisch ambivalent betrachtet – als essenzielle Grundlage der Selbstachtung und zugleich als potenzielle Gefahr des Egoismus. Die Griechen unterschieden insgesamt sechs Arten von Liebe, darunter die freundschaftliche (Philia), leidenschaftliche (Eros), familiäre (Storge), selbstlose Liebe (Agape) sowie die beständige Liebe (Pragma). Selbstliebe hatte eine doppelte Bedeutung: als Streben nach persönlichen Bedürfnissen oder als bewusste Förderung der Persönlichkeit.
In der antiken Philosophie galt Selbstliebe als notwendige Bedingung für die Wahrung der eigenen Rechte und die Entfaltung der Persönlichkeit. Sie schloss die Fähigkeit zur Selbstbehauptung mit ein, wurde aber kritisch betrachtet, wenn sie in Eitelkeit oder Hochmut überging.

### Mittelalter
Im Mittelalter gab es einige Denker, die sich mit Selbstliebe auseinandersetzten, oft im Spannungsfeld zwischen christlicher Ethik und individueller Selbstachtung.
- Augustinus von Hippo unterschied zwischen einer gottgefälligen und einer sündhaften Selbstliebe. Er sah übermäßige Selbstliebe als Ursache für moralischen Verfall, während eine maßvolle Selbstachtung als Teil der göttlichen Ordnung akzeptabel war.
- Thomas von Aquin argumentierte, dass Selbstliebe in einem göttlichen Rahmen vertretbar sei, solange sie nicht zur Selbstüberhöhung führe. Er sah sie als notwendige Voraussetzung für Nächstenliebe.

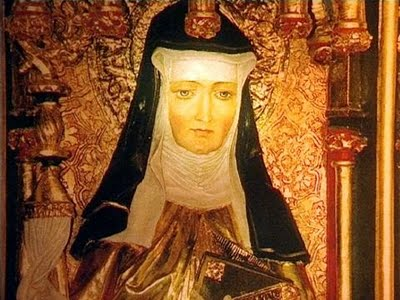
Hildegard von Bingen

- Der Mystiker Meister Eckhart betonte die Bedeutung der inneren Einkehr und Selbstakzeptanz als Weg zu Gott. Er sah Selbstliebe als eine Form der spirituellen Selbstfindung.
- Hildegard von Bingen sprach von einer Balance zwischen Selbstachtung und Demut. Sie sah Selbstliebe als Teil eines harmonischen Lebens, das im Einklang mit göttlicher Weisheit steht.
- Bernard von Clairvaux kritisierte übermäßige Selbstliebe als Stolz und sah sie als Hindernis für die wahre Gotteserkenntnis.[9][10][11]

### Neuzeit bis 20. Jahrhundert

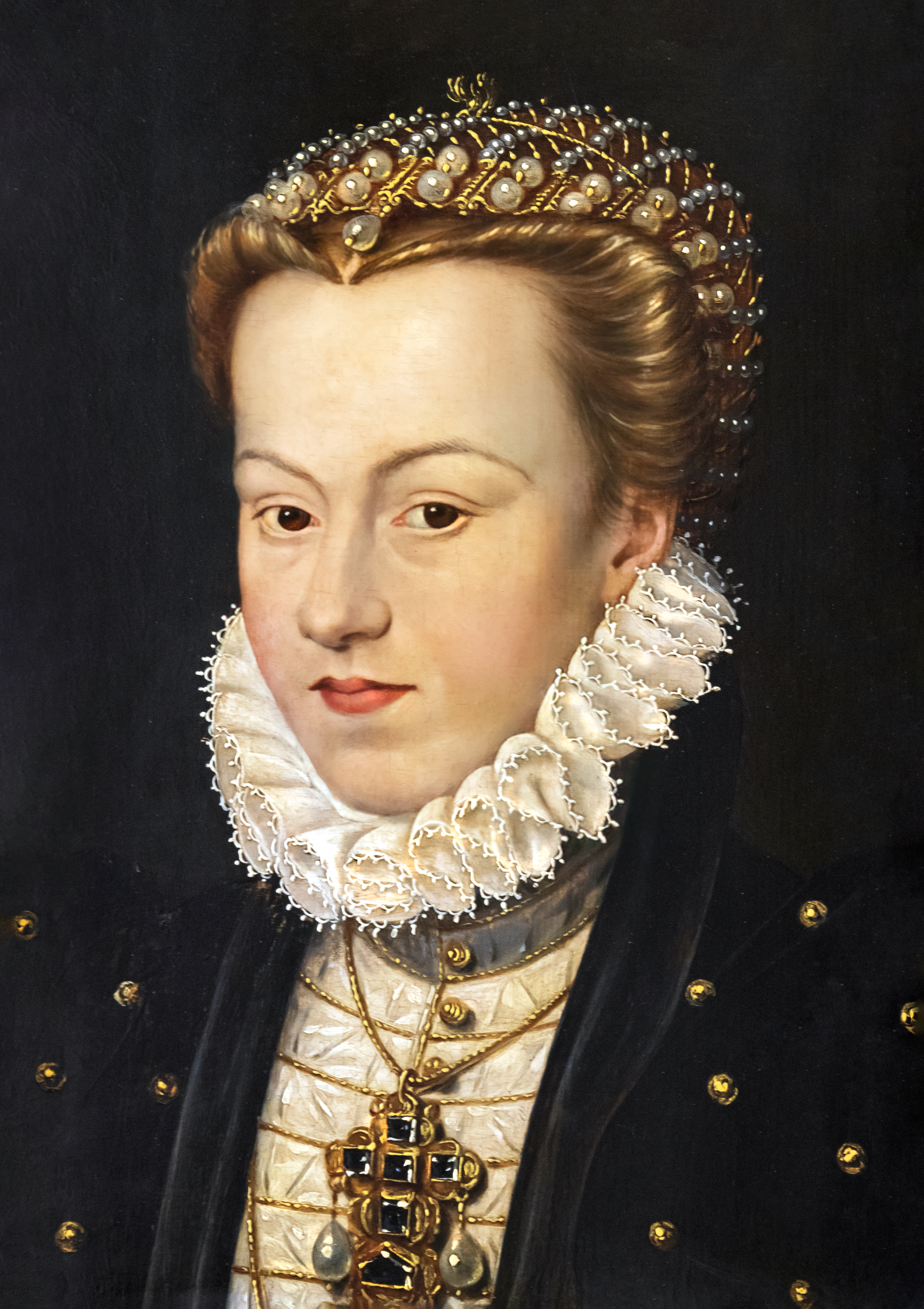
Elisabeth von Österreich (1554–1592)

Die Renaissance markierte einen Wendepunkt in der Wahrnehmung von Selbstliebe. Während das Mittelalter Selbstliebe oft mit Egoismus oder Sünde verband, betrachtete der Humanismus sie als Schlüssel zur persönlichen Entfaltung. Denker wie Francesco Petrarca und Marsilio Ficino sahen Selbstliebe als Weg zur Erkenntnis des Göttlichen.
Michel de Montaigne förderte die Selbstreflexion und ermutigte in seinen Essais zur Akzeptanz der eigenen Persönlichkeit. Diese neue Wertschätzung der Selbstliebe legte den Grundstein für moderne Konzepte der Selbstfürsorge und Selbstakzeptanz.
Andererseits etablierte sich in dieser Zeit ein strenges Schönheitsideal, das der Idee der Selbstliebe widersprach. Ein bekanntes Beispiel ist Elisabeth von Österreich, die Frau von König Karl IX. von Frankreich. Sie galt als eine der schönsten Frauen ihrer Zeit und entsprach perfekt den damaligen Normen: eine blasse Haut, eine hohe Stirn und eine schmale Silhouette.
Um diesen Schönheitsstandards gerecht zu werden, nutzten viele Frauen Bleichmittel mit gesundheitsschädlichen Inhaltsstoffen wie Blei. Auch das Zupfen der Haarlinie, um eine hohe Stirn zu betonen, war weit verbreitet. Diese Praktiken zeigen, wie stark gesellschaftlicher Druck das Schönheitsbild beeinflusste. Heinrich III. von Frankreich war ebenfalls für seine aufwendige Körperpflege, kunstvolle Kleidung und ein stark geschminktes Gesicht bekannt.
Diese Beispiele verdeutlichen, dass Selbstliebe in dieser Zeit mehr als philosophisches Konzept existierte und weniger als gelebte Praxis in der breiten Bevölkerung wahrgenommen wurde.

#### Philosophische Tradition
Im 16. und 17. Jahrhundert wurden die Begriffe Selbsterhaltung und Selbstliebe eng miteinander verknüpft, diskutiert und weiterentwickelt. Während frühere Ansätze Selbstliebe oft als moralisches Problem betrachteten, wandelte sich die Sichtweise durch neue anthropologische und politische Theorien.
Denker wie Juan Vives und Tommaso Campanella betrachteten Selbstliebe als eine legitime und natürliche Triebkraft, die mit Selbsterhaltung verbunden ist. Thomas Hobbes hingegen reduzierte den Begriff stärker auf die Selbsterhaltung und sah das menschliche Handeln primär durch Egoismus bestimmt.
Diese Neuinterpretation führte dazu, dass Selbstliebe nicht mehr nur als moralische oder religiöse Tugend, sondern als anthropologische Konstante betrachtet wurde.

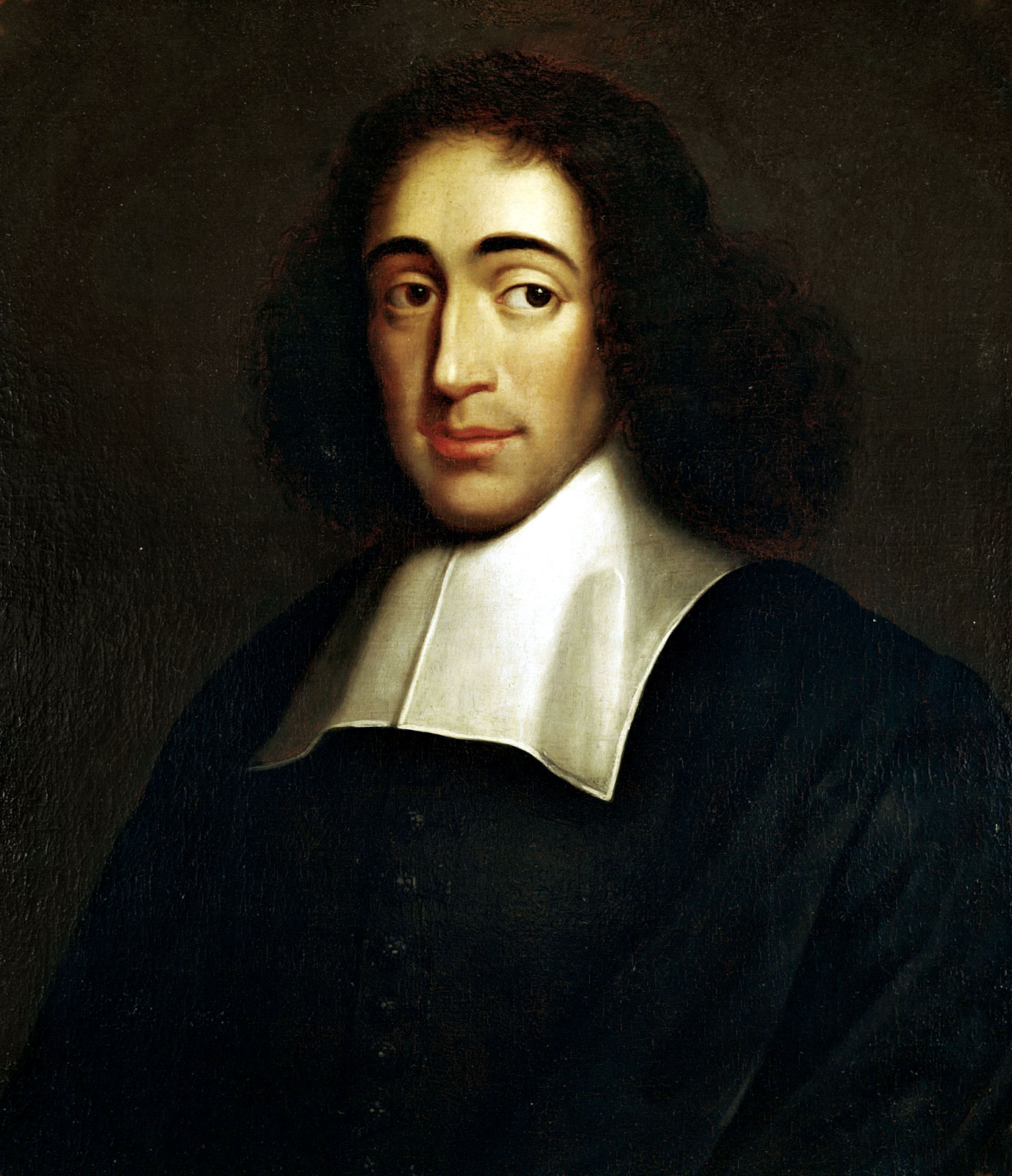
Baruch de Spinoza um 1665

Der jüdische Philosoph Baruch de Spinoza betrachtete Selbstliebe als Ausdruck von Vernunft und Selbsterhaltung. Für ihn war das Streben nach Selbsterhaltung (conatus) das grundlegende Prinzip allen Lebens. Wenn der Mensch sich selbst in seinem Wesen erkennt und entsprechend handelt, lebt er in Übereinstimmung mit der Vernunft. Wahre Selbstliebe führt nicht zur Egozentrik, sondern zur Erkenntnis der eigenen Verbindung mit der gesamten Natur. In diesem Sinne betrachtete Spinoza die höchste Form der Selbstliebe als eine intellektuelle Liebe zu Gott (amor intellectualis Dei), da Gott für ihn mit der Natur und dem Universum identisch ist. Durch diese Einsicht gelangt der Mensch zu Gelassenheit und innerer Freiheit, da er sein eigenes Sein als Teil des universellen Ganzen versteht. Selbstliebe wird somit zur Grundlage eines glücklichen und weisen Lebens.
Im 17. Jahrhundert unterschied die französische Moralistik (etwa Rousseau) zwischen amour de soi, dem natürlichen Selbsterhaltungstrieb, und amour propre, einem negativ bewerteten Geltungsdrang.
Immanuel Kant sah Selbstliebe nicht als moralisches Problem, sondern als eine natürliche Triebkraft des Menschen. Er unterschied zwischen einer egoistischen Selbstliebe und einer vernünftigen Selbstachtung.
Arthur Schopenhauer betrachtete Selbstliebe kritisch und setzte sie mit Egoismus gleich. In Parerga und Paralipomena beschreibt er sie als Selbsttäuschung. Für ihn führt übermäßige Selbstliebe zu einer verzerrten Selbstwahrnehmung und verhindert wahre Erkenntnis. Er sah sie als Hindernis für moralische und philosophische Entwicklung.

#### Christliche Tradition
Ab der Neuzeit begann sich die Wahrnehmung von Selbstliebe in der christlichen Ethik zu verändern. Während sie zuvor oft als Gegensatz zur Gottes- und Nächstenliebe betrachtet wurde, entwickelten einige Theologen und Philosophen die Idee, dass eine gesunde Selbstliebe eine Voraussetzung für echte Nächstenliebe sei.

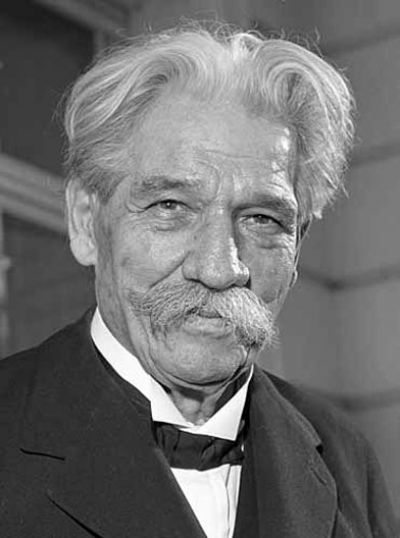
Albert Schweitzer 1955

- Friedrich Schleiermacher betonte, dass Selbstliebe und Nächstenliebe sich nicht ausschließen, sondern dass ein Mensch erst durch Selbstachtung fähig sei, andere wahrhaft zu lieben.[23][24]
- Friedrich Nietzsche betrachtete Selbstliebe als eine notwendige Kraft zur persönlichen Entfaltung und geistigen Freiheit. In Also sprach Zarathustra forderte er den Menschen auf, sich selbst zu lieben – nicht aus Egoismus, sondern als Ausdruck von Stärke und Lebensbejahung. Er kritisierte die blinde Nächstenliebe und sieht wahre Selbstliebe als Voraussetzung dafür, andere ehrlich und frei lieben zu können. Wer sich selbst liebt, erkennt seine eigene Macht und entwickelt sich zu einem höheren Selbst. Für ihn war Selbstliebe nicht Selbstverherrlichung, sondern eine mutige, schöpferische Lebenshaltung. Sie befreit den Menschen von äußeren Zwängen und führt ihn zu seiner eigenen Bestimmung.[25]
- Albert Schweitzer entwickelte das Konzept der Ehrfurcht vor dem Leben, das sowohl Selbstliebe als auch Nächstenliebe als moralische Prinzipien vereinte.[26]

Mitte des 20. Jahrhunderts wurde die Selbstliebe oft als notwendige Grundlage für Mitgefühl und soziale Verantwortung gesehen. Viele Theologen argumentieren, dass ein Mensch, der sich selbst nicht wertschätzt, Schwierigkeiten hat, echte Nächstenliebe zu praktizieren. Selbstliebe wird daher nicht mehr als Sünde, sondern als eine Form der Selbstfürsorge verstanden, die im Einklang mit christlichen Werten steht.

#### Totalitäre Regime
Während des Dritten Reiches wurde Selbstliebe nicht als eigenständiges psychologisches oder philosophisches Konzept gefördert. Stattdessen propagierte das Regime die Unterordnung des Individuums unter die kollektive Volksgemeinschaft sowie die Selbstaufopferung für das Reich. Individuelle Selbstverwirklichung galt als dekadent oder egoistisch und wurde der nationalsozialistischen Idee der Pflichterfüllung und Volksgemeinschaft untergeordnet.
Nach 1945 wurde auch im sozialistischen Ostblock individuelle Selbstliebe und persönliche Entfaltung zugunsten des Kollektivgedankens zurückgedrängt. Kommunistische Ideologien betonten die Gemeinschaft über das Individuum, und eine starke Betonung persönlicher Selbstfürsorge wurde häufig als bürgerlich-individualistisch und damit als ideologisch unerwünscht angesehen. Dennoch gab es vereinzelt philosophische und psychologische Ansätze zur Selbstachtung und moralischen Selbstverwirklichung, die sich in sozialistischer Ethik und Arbeiteridentität widerspiegelten.
Trotz der ideologischen Kontrolle blieb Selbstliebe in philosophischen und psychologischen Diskursen vereinzelt präsent.

#### Selbstliebe in der europäischen Frauenbewegung
Die Frauenbewegung in Europa war nicht nur ein Kampf für Gleichberechtigung, sondern auch ein Ausdruck von Selbstliebe. Frauen erkannten ihren eigenen Wert und forderten selbstbewusst ihre Rechte ein, um gesellschaftliche Einschränkungen zu überwinden.

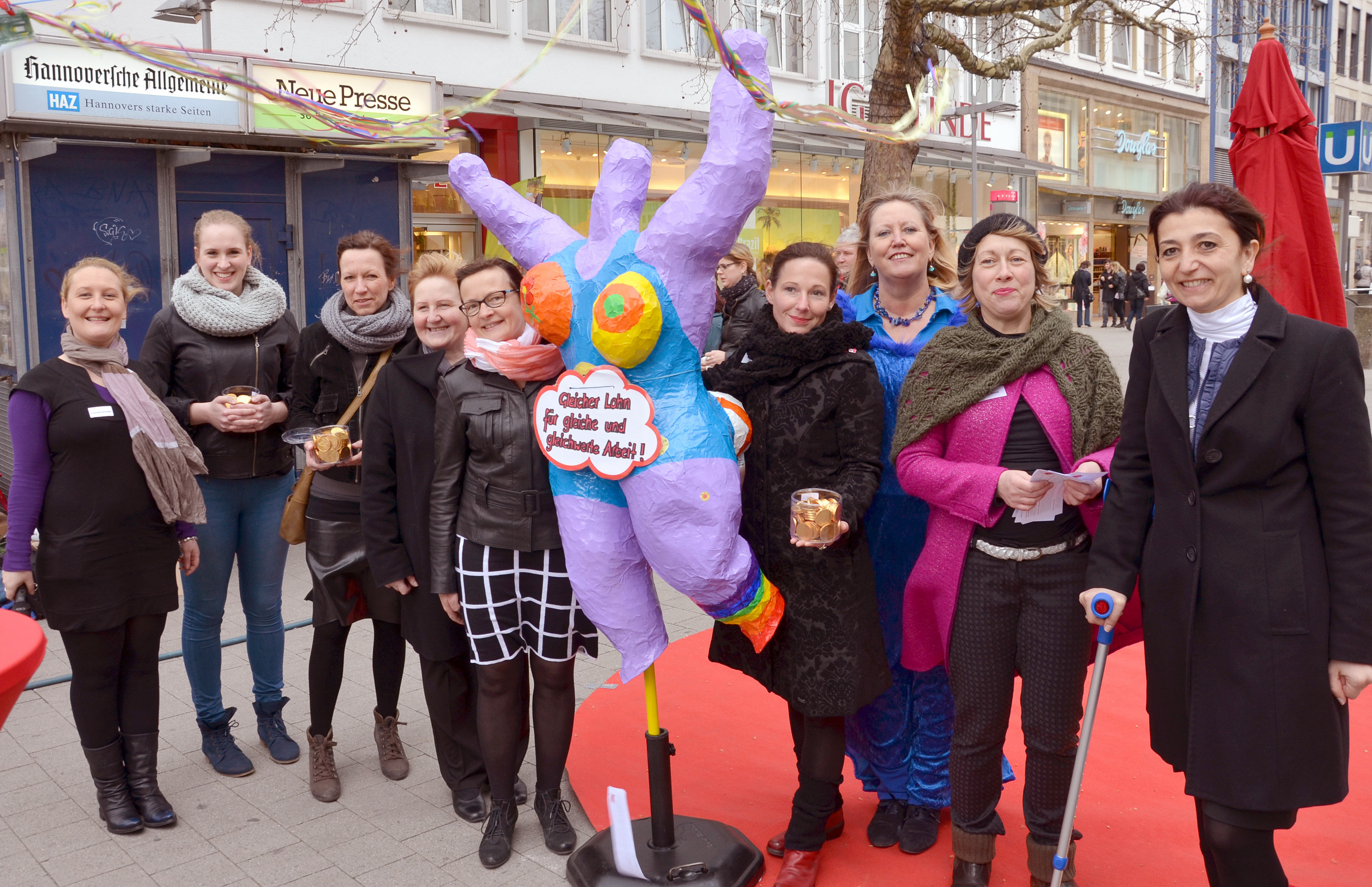
Frauenbündnis aus Niedersachsen am Equal Pay Day in Hannover 2014

- Simone de Beauvoir (Das andere Geschlecht, 1949) analysierte die gesellschaftlichen Konstruktionen von Geschlechterrollen und forderte die Selbstbestimmung der Frau.
- Alice Schwarzer (Emma, seit 1977) machte Selbstachtung und Unabhängigkeit zu zentralen Themen der feministischen Debatte und setzte sich für Gleichberechtigung in Beruf und Gesellschaft ein.
- Demonstrationen wie der Schweizer Frauenstreik von 1991 und der Equal Pay Day machten Lohndiskriminierung sichtbar und stärkten das Bewusstsein für faire Arbeitsbedingungen.

Diese Bewegungen waren wegweisend für die Stärkung des weiblichen Selbstbewusstseins und zeigten, dass Selbstliebe nicht nur individuell, sondern auch gesellschaftlich transformierend sein kann.

### Selbstliebe in der Gegenwart - Ein Paradigmenwechsel
In den letzten Jahrzehnten hat sich das Verständnis von Selbstliebe erheblich gewandelt. Ursprünglich oft mit Egoismus verwechselt, wird sie heute als essenzielle Voraussetzung für psychische Gesundheit, persönliche Entwicklung und gesellschaftliches Wohlbefinden anerkannt. Heute gilt Selbstliebe in der positiven Psychologie als Schlüssel zur verantwortungsvollen Selbstfürsorge – insbesondere in Konzepten wie Self-Compassion.

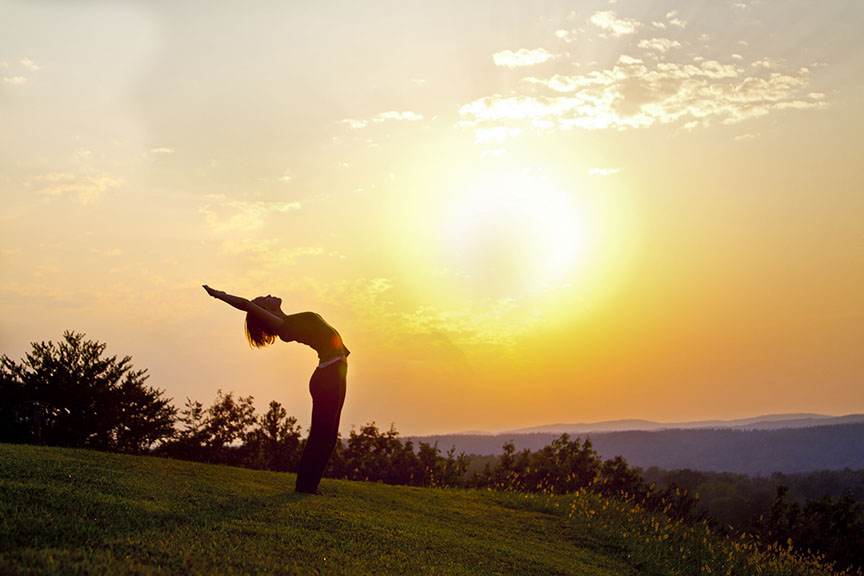
Integral Yoga

Das Konzept der Selbstliebe spielt eine zentrale Rolle in der New-Age-Bewegung, die sich seit den 1960er Jahren entwickelt hat. Es wird oft mit spiritueller Selbstverwirklichung, ganzheitlicher Heilung und persönlichem Wachstum in Verbindung gebracht. In der New-Age-Philosophie wird Selbstliebe als Schlüssel zur inneren Harmonie und zur Verbindung mit dem Universum betrachtet. Diese spirituelle Perspektive spiegelt sich zunehmend auch in modernen gesellschaftlichen Debatten wider – insbesondere im Kontext der mentalen Gesundheit. Die New-Age-Bewegung wird auch als Reaktion auf die Krise der Moderne angesehen.
Parallel dazu zeigt sich in vielen europäischen Ländern eine wachsende Anerkennung von Selbstliebe als Bestandteil der individuellen Gesundheitsvorsorge. Präventive Maßnahmen wie Achtsamkeitstraining, Stressbewältigung und digitale Selbsthilfe-Programme stärken die mentale Gesundheit und bieten flexible Zugänge zur Selbstfürsorge.
Diese Entwicklung verdeutlicht, wie Selbstliebe sich zunehmend von einer philosophischen Idee zu einer essenziellen Maßnahme der Gesundheitsvorsorge transformiert.
Während sozial-emotionales Lernen zunehmend in die Lehrpläne der EU integriert wird, bleibt Selbstliebe weiterhin ohne explizite Aufnahme als eigenständiges Unterrichtsthema.
Mehrere gesellschaftliche Bewegungen und Entwicklungen haben dazu beigetragen, Selbstliebe zu einem zentralen Thema der Gegenwart zu machen:
- Body-Positivity-Bewegung: Die Ablehnung gesellschaftlicher Schönheitsnormen zugunsten einer wertfreien Akzeptanz des eigenen Körpers hat Selbstliebe als eine Form des Widerstands und der Befreiung etabliert.[43]
- COVID-19-Pandemie: Die Krise verdeutlichte die Bedeutung von Selbstfürsorge und mentaler Gesundheit und führte zu einer stärkeren Sensibilisierung für den Wert von Selbstliebe.[44]

Logo von #MeToo

- #MeToo-Bewegung: Die Stärkung von Selbstachtung und persönlichen Grenzen unterstrich die Bedeutung von Selbstliebe im Kontext der persönlichen Würde und gesellschaftlichen Gerechtigkeit.[45][46]
- Mental-Health-Themen in der Popkultur: Prominente wie Lady Gaga und Jameela Jamil nutzen ihre Plattformen, um Selbstliebe als Teil eines ganzheitlichen Ansatzes zur mentalen Gesundheit zu propagieren.[47][48]
- Slow Living: Diese Bewegung fördert Selbstfürsorge, Achtsamkeit und bewusste Lebensgestaltung als Grundpfeiler von Selbstliebe.[49][50]

Durch neue wissenschaftliche und therapeutische Perspektiven hat das Thema eine Bereicherung erfahren:
- Self-Compassion Research Lab und Mindful Self-Compassion: Durch die Arbeit von Christopher Germer und Kristin Neff wurde Selbstmitgefühl als wissenschaftlich fundierte Praxis zur Förderung von Selbstliebe etabliert.[51]
- Therapie und Coaching: Die wachsende Akzeptanz psychologischer Betreuung erleichtert den Zugang zu Methoden, die Selbstliebe als Grundlage für Heilung und Resilienz verstehen.
- Akzeptanz- und Commitment-Therapie (ACT): Selbstliebe wird hier als wesentlicher Bestandteil einer werteorientierten und achtsamen Lebensführung angesehen.[52]

Bedingt durch die digitale Lebensweise fand das Thema bei den Nutzern weitere Verbreitung:

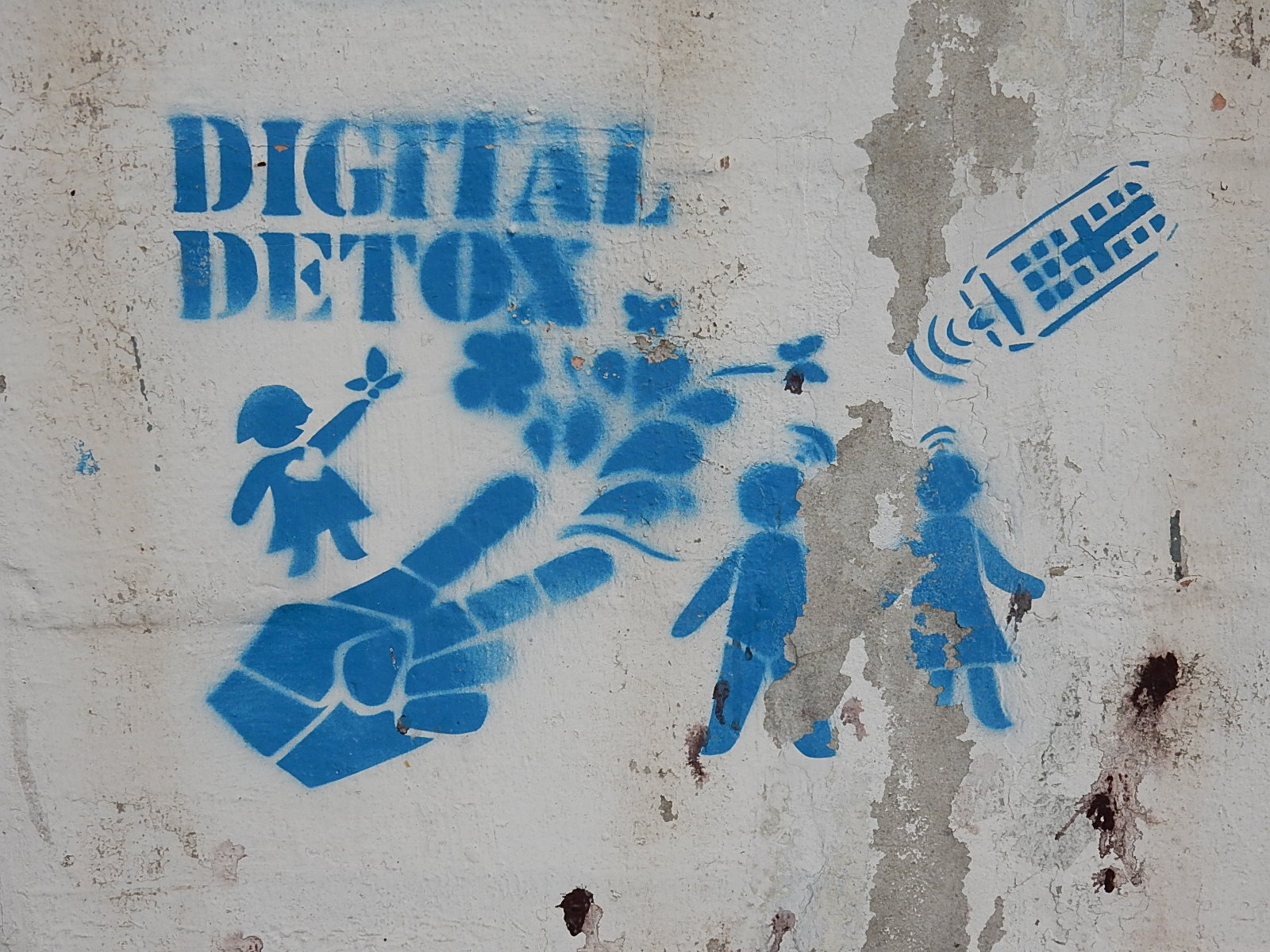
Graffiti in Bangkok 2015

- Digitale Detox und bewusste Mediennutzung: Die Reflexion über Social-Media-Konsum unterstützt die Abkehr von externer Bestätigung hin zu echter Selbstakzeptanz.[53]
- Neurodiversität: Die wachsende Anerkennung unterschiedlicher Denkweisen und Persönlichkeitsmerkmale stärkt das Verständnis von Selbstliebe als universelle, individuell geprägte Praxis auch für Menschen mit ADHS, Autismus und anderen neurodivergenten Eigenschaften.[54]

## Wesentliche Aspekte der Selbstliebe (Auswahl)

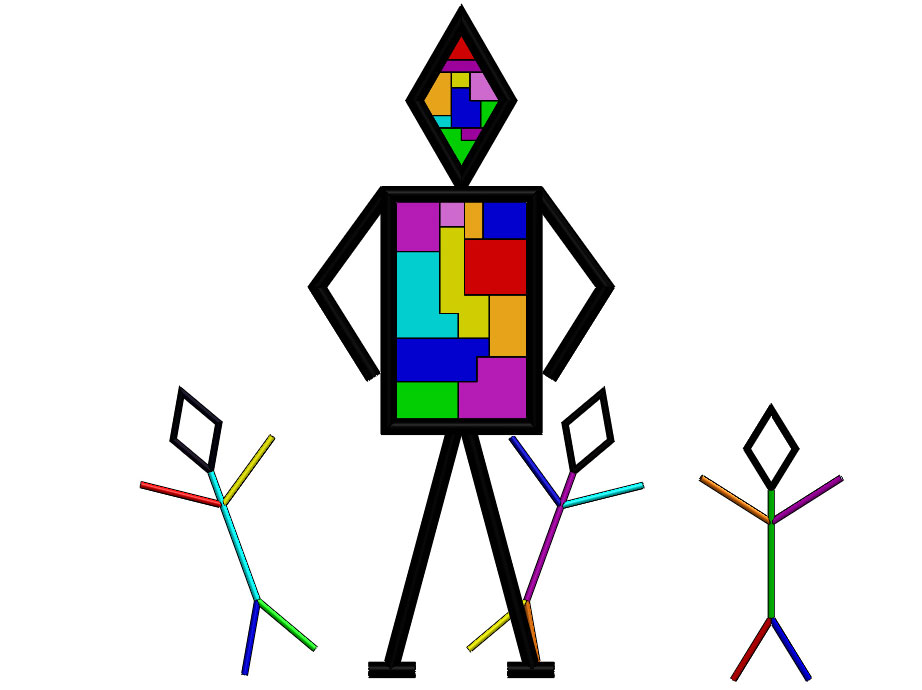
Internationales Symbol für Selbstakzeptanz

- Selbstakzeptanz – Die Fähigkeit, sich mit allen Stärken und Schwächen anzunehmen, ohne sich ständig zu kritisieren.
- Selbstmitgefühl – Ein freundlicher und wohlwollender Umgang mit sich selbst, insbesondere in schwierigen Momenten.
- Selbstwertgefühl – Das Bewusstsein für die eigene Einzigartigkeit und persönliche Stärken.
- Grenzen setzen – Das bewusste Wahrnehmen eigener Bedürfnisse und das Schützen vor negativen Einflüssen.
- Selbstfürsorge – Die aktive Pflege von körperlichem und emotionalem Wohlbefinden.
- Selbstanerkennung – Die Fähigkeit, eigene Erfolge zu würdigen und sich selbst wertzuschätzen.
- Positive Selbstgespräche – Die bewusste Steuerung des inneren Dialogs hin zu mehr Wertschätzung und Zuversicht.
- Selbstentwicklung – Das Streben nach persönlichem Wachstum und Selbstverwirklichung.
- Selbstwirksamkeit – Das Vertrauen in die eigene Fähigkeit, Herausforderungen zu meistern.
- Selbstverbindung – Die Reflexion über eigene Werte und Bedürfnisse, um ein authentisches Leben zu führen.
- Selbstausdruck – Der Mut, die eigene Meinung und Persönlichkeit frei zu äußern.
- Selbstvergebung – Die Fähigkeit, Fehler zu akzeptieren und sich selbst Nachsicht zu schenken.
- Selbstbestimmung – Die Gestaltung des eigenen Lebens unabhängig von äußeren Erwartungen.
- Selbstvertrauen – die innere Überzeugung, dass man sich auf sich selbst verlassen kann, Herausforderungen meistern wird und seinen eigenen Weg gehen kann.
- Selbstauthentizität – die Fähigkeit, im Einklang mit den eigenen Werten und Überzeugungen zu leben, ohne sich zu verbiegen oder Erwartungen anderer über die eigenen Wünsche zu stellen.

Die bewusste Kultivierung dieser Aspekte trägt dazu bei, eine stabile und gesunde Selbstliebe zu entwickeln, die sich positiv auf das gesamte Leben auswirkt.

## Möglichkeiten zur Stärkung von Selbstliebe (Auswahl)

### Das Modell von Potreck-Rose und Jacob – Selbstliebe durch Selbstzuwendung
Das Modell beschreibt verschiedene Möglichkeiten zur Stärkung der Selbstliebe. Wesentliche Methoden sind der Erwerb von Wissen über sich selbst, die Übernahme von Verantwortung für das eigene Leben und das Bewusstwerden persönlicher Kompetenzen sowie Erfolge.
Eine zentrale Technik ist die Vorstellung eines inneren, zugewandt-liebevollen Begleiters. Dieser fungiert als Gegenpol zur oft dominanten inneren kritischen Stimme und dient als unterstützende Instanz zur Förderung von Selbstakzeptanz. Der Begleiter kann symbolisch oder durch Objekte visualisiert werden, um die Wirkung zu verstärken. Durch die bewusste Gestaltung des inneren Dialogs wird das Selbstwertgefühl langfristig stabilisiert.

### Das Haus-Modell von Reddemann zur Selbststeuerung innerer Stimmen
Luise Reddemann entwickelte eine Metapher zur gezielten Steuerung innerer kritischer Stimmen. Ihr Modell basiert auf der Vorstellung eines großen Hauses mit vielen Zimmern, das die innere Welt eines Menschen repräsentiert. Die „Herrin des Hauses“ – eine symbolische Darstellung der eigenen Persönlichkeit – bestimmt bewusst, welche inneren Stimmen Gehör finden und welche zurückgewiesen werden.
Negative oder belastende Gedanken lassen sich bildlich „weggeschicken“, ähnlich wie unerwünschte Gäste. Diese Visualisierungstechnik hilft, den inneren Dialog zu regulieren und das emotionale Wohlbefinden zu stärken. Insbesondere Personen, die mit Selbstkritik und negativen Gedanken kämpfen, können durch diese Methode mehr Kontrolle über ihre inneren Prozesse gewinnen und eine gesunde Selbstfürsorge entwickeln.

### Weitere Möglichkeiten Selbstliebe zu stärken

#### Selbstmitgefühl entwickeln
Laut Kristin Neff ist Selbstmitgefühl essenziell für Selbstliebe. Es umfasst drei Kernaspekte:
- Achtsamkeit: Emotionen bewusst wahrnehmen, ohne sie zu verdrängen.
- Gemeinsame Menschlichkeit: Erkennen, dass Selbstzweifel und Fehler zum Leben gehören.
- Selbstfreundlichkeit: Sich selbst wie einen guten Freund behandeln.[65][66]

#### Affirmationen und positive Selbstgespräche

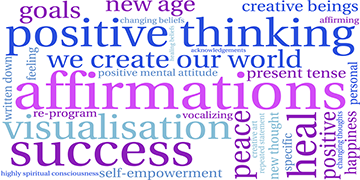
Affirmation

Bewusste Affirmationen (positive Aussagen oder Handlungen) über sich selbst können das eigene Selbstbild nachhaltig verbessern. Beispielsweise: „Ich bin wertvoll und genug, so wie ich bin.“

#### Weitere Beispiele
- Grenzen setzen und toxische Einflüsse meiden
- Selbstfürsorge und gesunde Routinen
- Sich selbst feiern – Erfolge anerkennen
- Eigene Verletzlichkeit annehmen[68][69]

## Selbstliebe im Alltag – Eine Haltung der Wertschätzung
Selbstliebe ist eine grundlegende Fähigkeit für emotionales Wohlbefinden. Sie fördert Selbstakzeptanz, innere Balance und eine positive Selbstwahrnehmung. Anstatt ein Ziel zu sein, das erreicht werden muss, ist Selbstliebe ein fortlaufender Prozess – eine Haltung, die uns trägt. Sie wächst in jedem Moment, in dem wir uns mit Güte begegnen und findet Ausdruck in alltäglichen Gedanken und Handlungen.
Selbstliebe zeigt sich in vielen kleinen Momenten des Lebens – besonders in drei wesentlichen Facetten.

### Bewusstheit – Die sanfte Wahrnehmung des Selbst

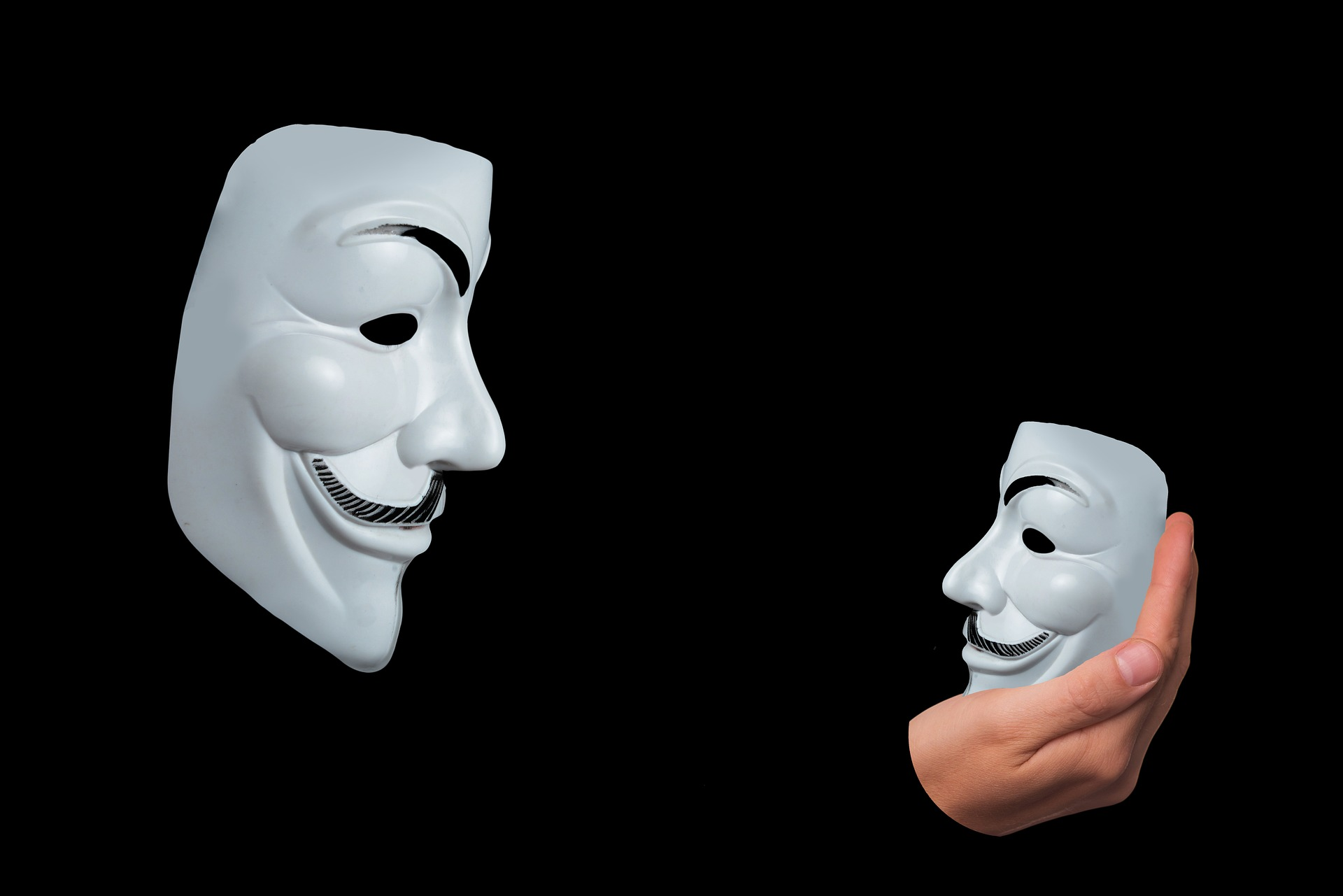
Selbsterkenntnis

Die Art und Weise, wie wir über uns denken, prägt unser Selbstbild. Selbsterkenntnis ist dabei ein zentraler Aspekt: Wer sich selbst bewusst wahrnimmt, kann mit mehr Akzeptanz und Wohlwollen auf sich schauen. Ein liebevoller innerer Dialog schafft Raum für Wachstum und Selbstakzeptanz. Beispiel: Statt „Ich hätte besser sein müssen“ sagen: „Ich wachse mit jedem Schritt, den ich gehe.“

### Freundlichkeit – Der liebevolle Blick auf sich selbst
Selbstliebe bedeutet, sich mit derselben Warmherzigkeit zu begegnen, die man einem geschätzten Menschen schenken würde. Nach einem langen Tag anerkennen: „Ich habe heute viel geleistet. Das verdient Wertschätzung.“

### Selbstfürsorge – Liebevolle Gesten im Alltag
Selbstliebe lebt in kleinen Momenten – in achtsamen Handlungen, die sich in alltäglichen Routinen verweben. Beim Trinken eines Glases Wasser bewusst spüren: „Ich gebe mir, was ich brauche.“ Beim Anziehen denken: „Ich hülle mich in Wärme und Schutz.“ Beim Öffnen eines Fensters: „Ich lade frische Energie in mein Leben ein.“
Selbstliebe ist eine sanfte Einladung, sich immer wieder mit Achtung und Wertschätzung zu begegnen – nicht als eine Aufgabe, sondern als eine stetig wachsende innere Haltung.

## Selbstliebe – Grundlage für Liebe zu anderen

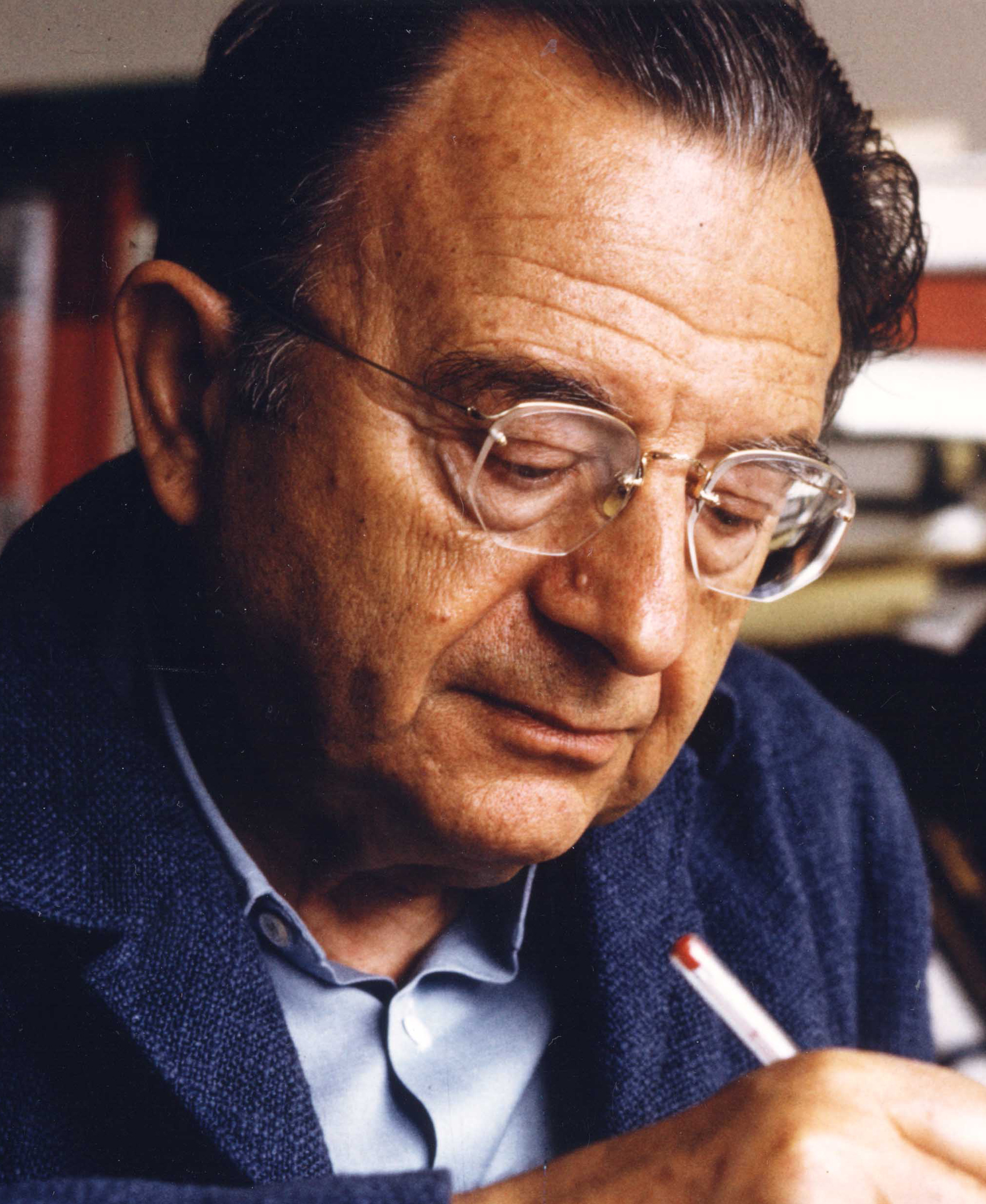
Erich Fromm 1974

Von Erich Fromm wird die Selbstliebe als Grundlage dafür gesehen, andere Menschen lieben zu können. Psychotherapeutische Konzepte wie beispielsweise die Psychodynamisch Imaginative Traumatherapie von Luise Reddemann beschreiben die Selbstliebe entsprechend als Voraussetzung für eine gute Verbindung zur Welt und zu anderen Menschen.
Selbstliebe ist ein wesentlicher Teilaspekt des umfassenderen Selbstwertgefühls, das in einem hohen Maße nicht nur das Selbstbild eines Menschen bestimmt, sondern auch Basis eines wertschätzenden Umgangs mit anderen Menschen ist. Die Interaktion mit der Umwelt wird zu einem wesentlichen Teil durch die Selbstliebe einer Person geprägt. Eine andere, für Sozialkontakte fast ebenso wichtige Selbstwert-Komponente ist Selbstvertrauen, d. h. das Vertrauen in die Fähigkeit, das eigene Leben gestalten und selbst gesteckte Ziele erreichen zu können (siehe auch Selbstwirksamkeit).
Nach Auffassung der Bindungstheorie bildet eine sichere Bindung in der Kindheit die Grundlage für ein stabiles Selbstwertgefühl und eine positive Selbstwahrnehmung. Menschen, die früh emotionale Sicherheit erfahren, entwickeln oft ein gesundes Maß an Selbstliebe, da sie gelernt haben, dass sie wertvoll und liebenswert sind.
Umgekehrt können unsichere Bindungsmuster – wie vermeidende, ambivalente oder desorganisierte Bindung – zu Schwierigkeiten in der Selbstakzeptanz und Selbstliebe führen. Wer in seiner Kindheit wenig emotionale Bestätigung erlebt hat, kann später Herausforderungen in zwischenmenschlichen Beziehungen und im Umgang mit sich selbst haben.

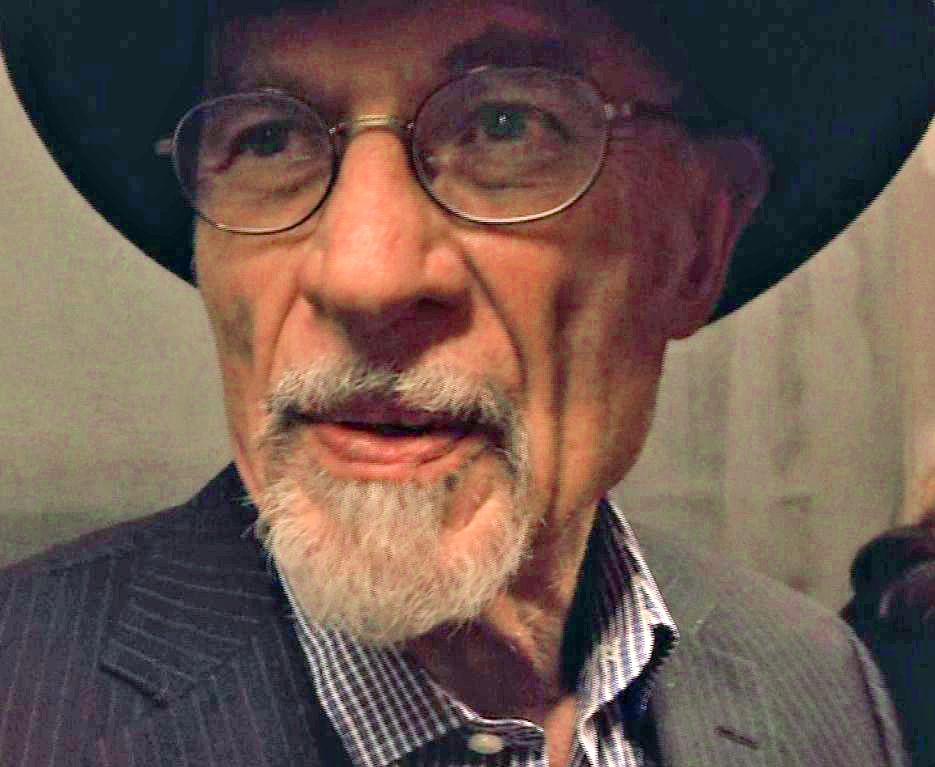
Irvin Yalom 2014

Selbstliebe ist nach Auffassung der Bindungstheorie nicht nur eine persönliche Eigenschaft, sondern auch das Ergebnis zwischenmenschlicher Erfahrungen. Wer als Kind emotionale Geborgenheit erfahren hat, kann später leichter liebevolle Beziehungen zu sich selbst und anderen aufbauen. Die Fähigkeit, sich selbst wertzuschätzen, beeinflusst somit tiefgehend die Art und Qualität sozialer Bindungen im späteren Leben.
Der Psychotherapeut Irvin D. Yalom betont, dass alle Liebe letztlich auch eine Form der Selbstliebe ist. Wir schätzen die Emotionen, die Liebe in uns selbst auslöst. Wahre Selbstakzeptanz entsteht durch die Auseinandersetzung mit existenziellen Themen wie Einsamkeit, Vergänglichkeit und Sinnfindung. Selbstzweifel sind dabei kein Hindernis, sondern eine treibende Kraft für persönliches Wachstum.

## Selbstliebe vs. Narzissmus – Eine Abgrenzung
Selbstliebe wird häufig mit Narzissmus verwechselt, doch die beiden Konzepte unterscheiden sich grundlegend. Während Selbstliebe eine gesunde Form der Selbstachtung darstellt, kann Narzissmus – insbesondere in extremer Ausprägung – zu zwischenmenschlichen Problemen und psychischen Belastungen führen. Verschiedene Perspektiven auf Selbstliebe und Narzissmus
Psychologie, Philosophie und Theologie nähern sich dem Thema aus unterschiedlichen Blickwinkeln. Manche betrachten Selbstliebe und Narzissmus als gegensätzlich, während andere argumentieren, dass ein gewisser Narzissmus Teil eines stabilen Selbstwertgefühls sein kann. In der positiven Psychologie wird Selbstliebe jedoch als essenziell für emotionales Wohlbefinden und gesunde Beziehungen angesehen.

### Merkmale der Selbstliebe
Selbstliebe bedeutet, sich selbst mit all seinen Stärken und Schwächen anzunehmen, Selbstfürsorge zu praktizieren und ein stabiles Selbstwertgefühl zu entwickeln, das nicht von externer Bestätigung abhängt. Menschen mit echter Selbstliebe zeigen Empathie, können gesunde Beziehungen führen und müssen sich nicht durch überhöhte Selbstdarstellung beweisen.

### Merkmale des Narzissmus

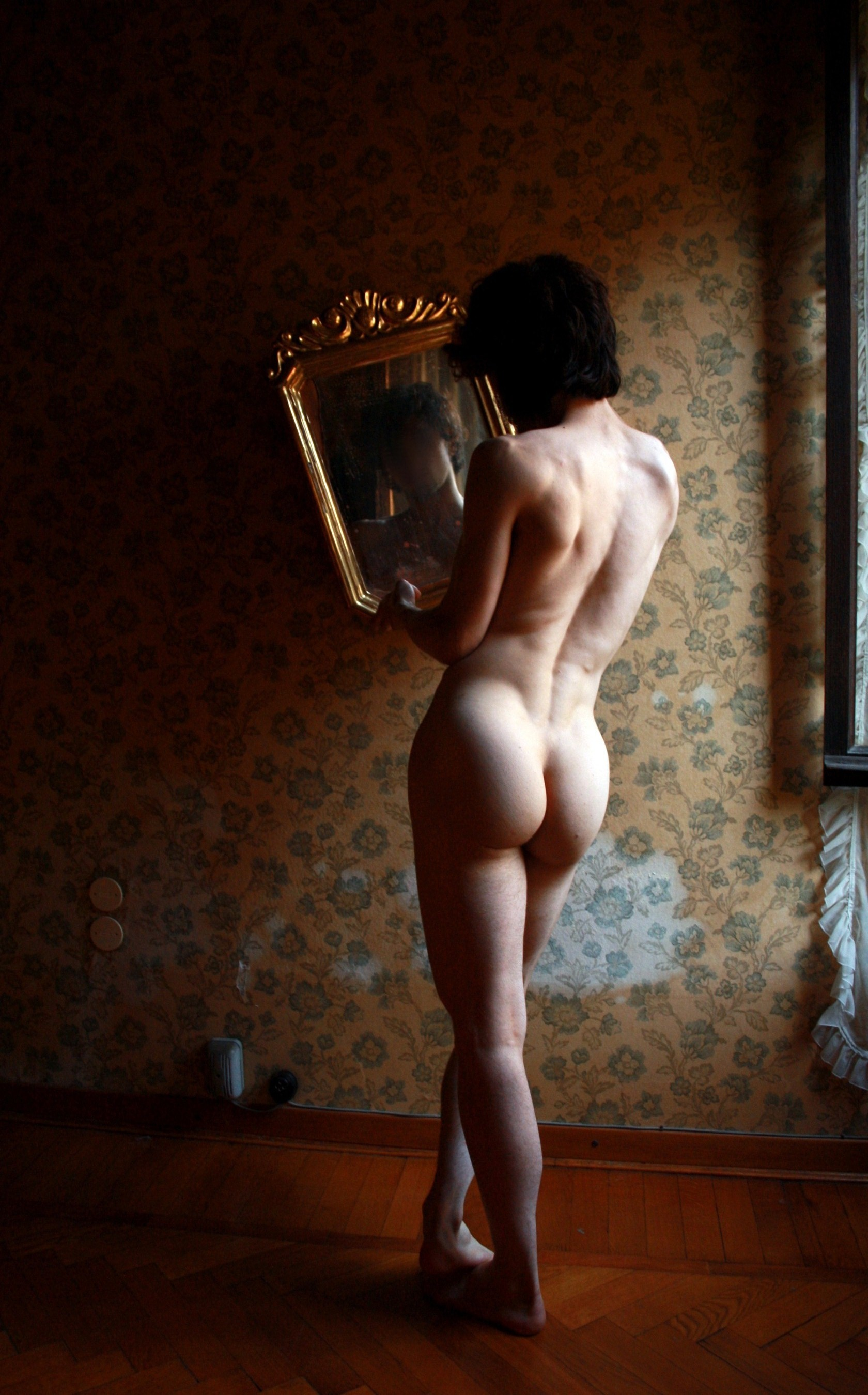
Confused Narcissus - Foto Giovanni Dall'Orto 2010

Narzissmus hingegen zeichnet sich durch ein übersteigertes Selbstbild und das Bedürfnis nach Bewunderung aus. In seiner extremen Form kann er in eine narzisstische Persönlichkeitsstörung übergehen, die durch ein fragiles Selbstwertgefühl, eine Abhängigkeit von äußerer Bestätigung und einen Mangel an Empathie gekennzeichnet ist. Narzisstische Personen neigen dazu, andere abzuwerten, um ihr eigenes Ego zu stabilisieren.

### Hauptunterschiede im Überblick
- Selbstliebe fördert Selbstakzeptanz, innere Stärke und authentische Beziehungen.
- Narzissmus beruht auf einem verzerrten Selbstbild und dem Bedürfnis nach Anerkennung.
- Selbstliebe basiert auf innerer Zufriedenheit, während Narzissmus von externer Bestätigung abhängig ist.
- Selbstliebe stärkt zwischenmenschliche Beziehungen, Narzissmus kann zu Konflikten führen.

### Bindungstheoretischer Blickwinkel
Die Entwicklung von Selbstliebe oder narzisstischen Strukturen wird stark durch frühkindliche Bindungserfahrungen geprägt. Unsichere Bindungserfahrungen, wie Vernachlässigung oder übermäßige Idealisierung durch Bezugspersonen, können Narzissmus begünstigen. Sichere Bindungen hingegen fördern eine gesunde Selbstwahrnehmung und Selbstakzeptanz.

### Gesellschaftliche Einflüsse
Moderne soziale Medien können narzisstische Tendenzen verstärken, indem sie durch Likes und Follower externe Bestätigung in den Mittelpunkt stellen. Gleichzeitig gibt es auch Bewegungen, die Selbstliebe und Selbstakzeptanz fördern.

### Gesellschaftlicher Diskurs
Ein besonders prominentes Beispiel für die Diskussion um Narzissmus in der Öffentlichkeit ist die Petition Duty to Warn (Pflicht zur Warnung), die 2017 vom amerikanischen Psychotherapeuten John Gartner initiiert wurde. Über 60.000 US-amerikanische Psychiater unterstützten den Appell, in dem gefordert wurde, den damaligen US-Präsidenten Donald Trump seines Amtes zu entheben, da bei ihm narzisstische Persönlichkeitsmerkmale festgestellt wurden.

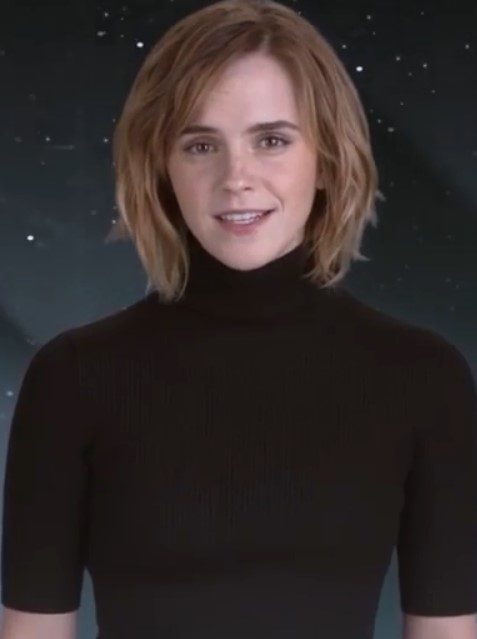
Emma Watson 2017

Diese Debatte verdeutlicht, wie Narzissmus nicht nur als individuelle Eigenschaft, sondern auch im gesellschaftlichen und politischen Diskurs eine Rolle spielt. Im Gegensatz dazu stehen Persönlichkeiten wie Emma Watson, Oprah Winfrey und Keanu Reeves, die für Selbstliebe und persönliche Integrität bekannt sind und zeigen, dass gesunde Selbstachtung zu einem positiven Einfluss führen kann.

### Fazit
Selbstliebe ist eine gesunde Form der Selbstachtung, die innere Stärke und Zufriedenheit fördert. Narzissmus hingegen entsteht oft aus Unsicherheit und dem Bedürfnis nach externer Bestätigung. Vor diesem Hintergrund gibt es eine gesunde Selbstliebe, aber keinen gesunden Narzissmus.

## Selbstliebe aus Sicht der Neurowissenschaft
Die Neurowissenschaft betrachtet Selbstliebe als ein komplexes Zusammenspiel von Selbstwahrnehmung, emotionaler Regulation und neuronalen Belohnungsmechanismen. Forschungen zeigen, dass bestimmte Gehirnregionen und neurochemische Mechanismen eine zentrale Rolle bei der Entwicklung und Aufrechterhaltung eines positiven Selbstbildes spielen.

### Neurobiologische Grundlagen

Mehrfarbige Verbindungen im Gehirn Foto 2018

Verschiedene Gehirnregionen sind an der Verarbeitung von Selbstliebe beteiligt.
Der mediale präfrontaler Kortex (MPFC) spielt eine Schlüsselrolle bei selbstreferenziellen Prozessen, also beim Nachdenken über die eigene Identität und den Selbstwert. Das ventrale Striatum ist Teil des Belohnungssystems und wird aktiviert, wenn positive Selbstwahrnehmung oder Selbstfürsorge praktiziert wird. Die Amygdala und limbisches System sind für emotionale Verarbeitung zuständig und beeinflussen, wie Menschen auf negative Gedanken über sich selbst reagieren.

### Neurochemische Einflüsse
Neben spezifischen Gehirnregionen beeinflussen auch neurochemische Prozesse die Wahrnehmung von Selbstliebe.
Dopamin, ein zentraler Neurotransmitter im Belohnungssystem, verstärkt positive Selbstwahrnehmung und unterstützt motiviertes Verhalten. Oxytocin, auch als Bindungshormon bekannt, spielt eine wesentliche Rolle in zwischenmenschlichen Beziehungen und fördert ein Gefühl der Selbstakzeptanz und Verbundenheit. Das Hormon Serotonin wirkt stimmungsaufhellend und trägt zur emotionalen Stabilität bei, was die Basis für ein gesundes Selbstbild sein kann.

### Selbstliebe als kognitive Strategie
Selbstliebe ist nicht nur emotional, sondern auch eine bewusste Strategie der Selbstregulation. Durch regelmäßige positive Selbstbestärkung und achtsame Reflexion können Menschen ihre neuronalen Muster beeinflussen und langfristig ein gesundes Selbstwertgefühl entwickeln.

### Fazit
Neurowissenschaftliche Erkenntnisse zeigen, dass Selbstliebe tief in den biologischen und neuronalen Prozessen des Menschen verankert ist. Sie ist nicht nur ein psychologisches Konzept, sondern ein physiologisch nachvollziehbarer Mechanismus, der maßgeblich das emotionale Wohlbefinden und die mentale Gesundheit beeinflusst. Indem Menschen ihre Selbstliebe aktiv fördern, können sie langfristig ihr emotionales Wohlbefinden stärken und gleichzeitig neuronale Muster positiv beeinflussen, die für ein stabiles Selbstwertgefühl und mentale Gesundheit entscheidend sind.

## Selbstliebe und Kreativität: Eine wechselseitige Beziehung

### Selbstliebe als Grundlage kreativen Ausdrucks

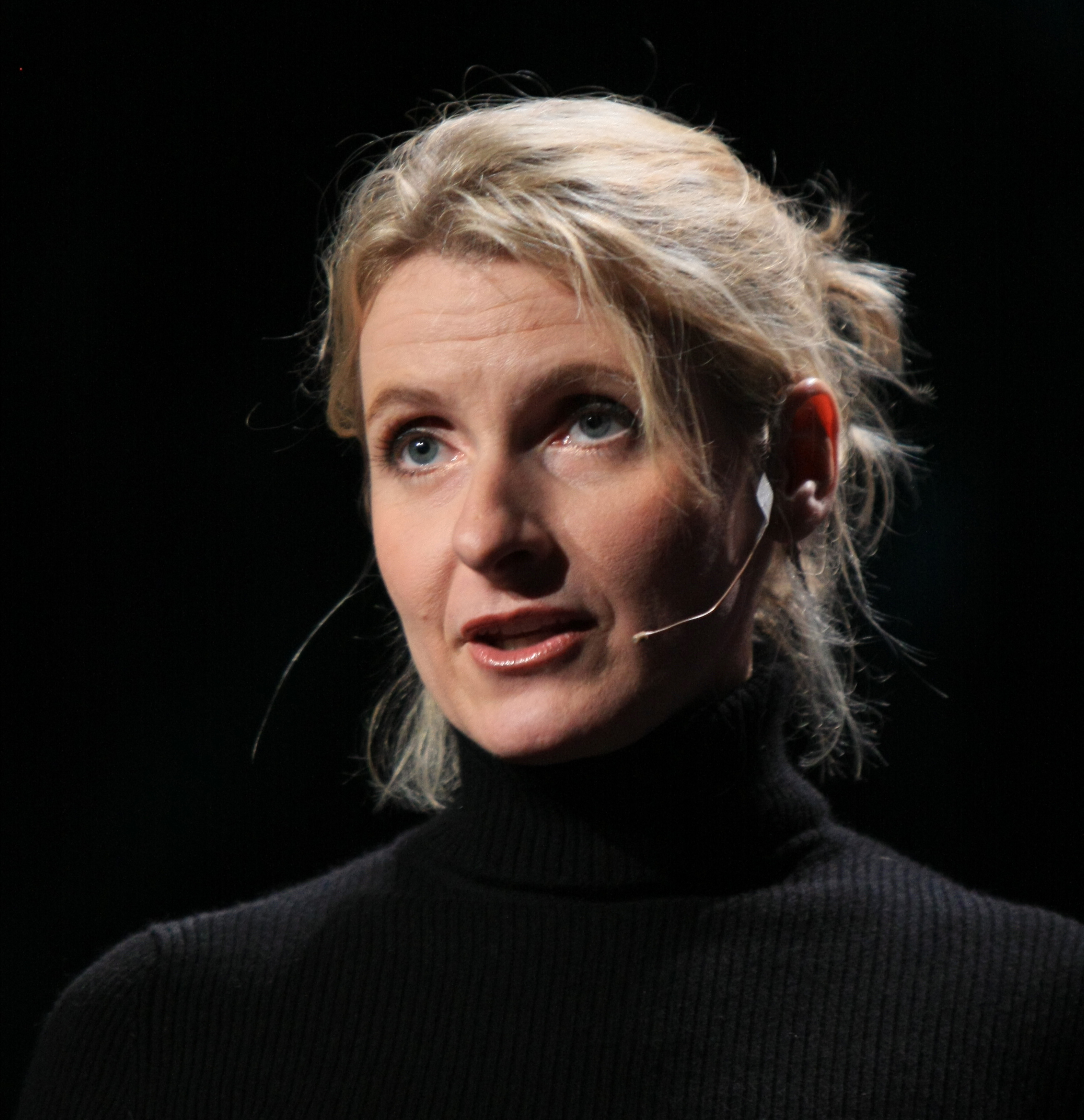
Elizabeth Gilbert 2009

Ein starkes Selbstwertgefühl fördert kreative Entfaltung. Menschen, die sich selbst akzeptieren, haben weniger Angst vor Fehlern oder Kritik und trauen sich, neue Ideen auszuprobieren. Sie erlauben sich spielerisches Experimentieren und schöpferisches Arbeiten, ohne sich durch Perfektionsdruck einzuschränken.
Die Autorin Elizabeth Gilbert beschreibt in ihrem Buch Big Magic, wie Selbstliebe die kreative Freiheit stärkt. Wer sich selbst wertschätzt, ist mutiger und kann ohne Angst vor Bewertung schöpferisch tätig sein.

### Kreativität als Weg zur Selbstliebe

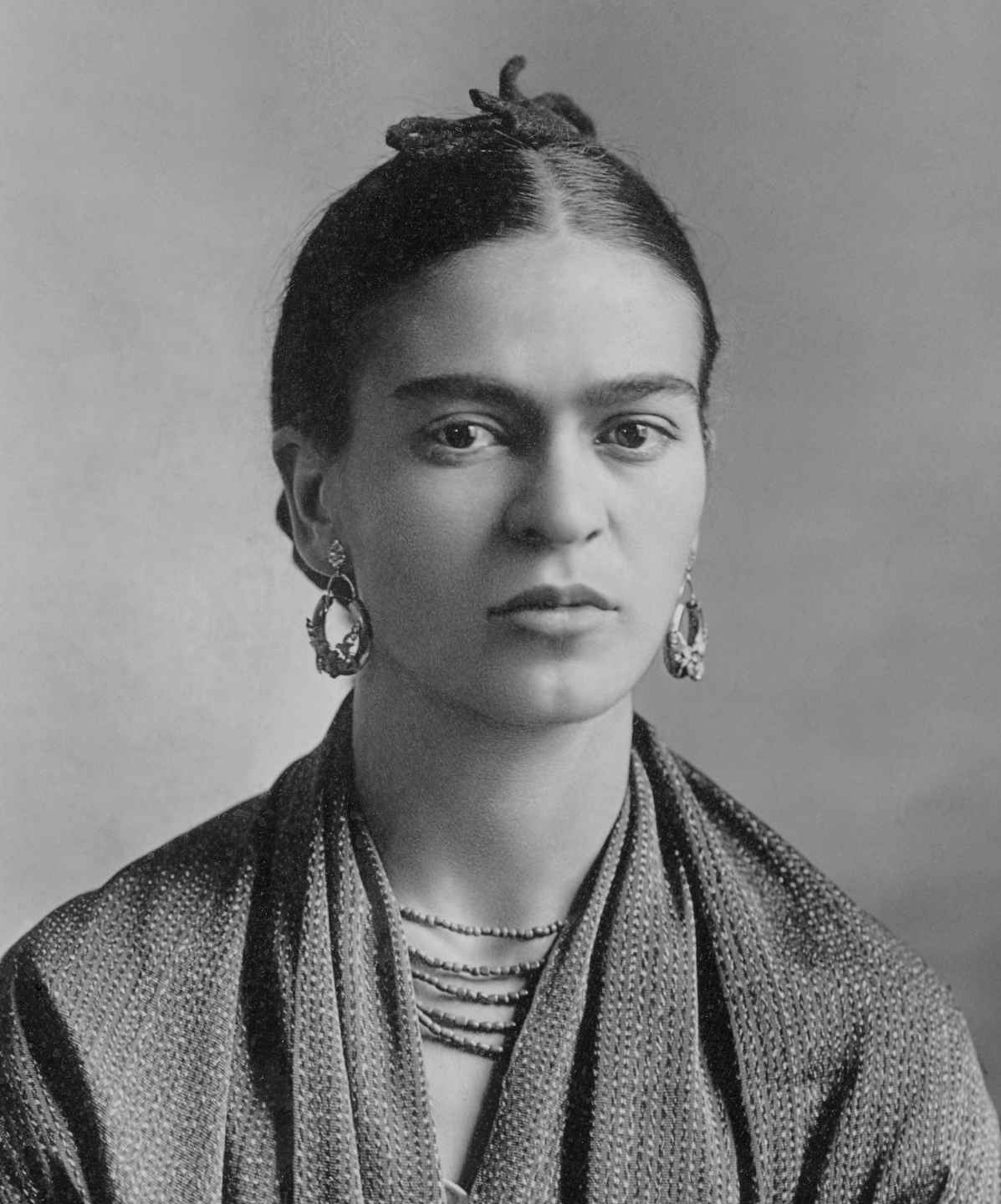
Frida Kahlo 1932

Kreative Tätigkeiten können zur Selbstfindung und Selbstakzeptanz beitragen. Durch den Ausdruck in Kunst, Schreiben oder Musik lassen sich innere Emotionen verarbeiten und die eigene Identität besser verstehen. Zudem stärkt kreatives Schaffen das Gefühl von Selbstwirksamkeit – die Überzeugung, eigene Fähigkeiten sinnvoll einsetzen zu können –, was wiederum die Selbstliebe fördert.
Ein herausragendes Beispiel hierfür ist die Malerin Frida Kahlo, die ihre Kunst als Werkzeug der emotionalen Verarbeitung nutzte. Durch ihre Werke entwickelte sie eine tiefe Verbindung zu sich selbst und schuf Bilder, die ihre Identität reflektierten.
Selbstliebe kann sowohl Voraussetzung als auch Ergebnis kreativen Wirkens sein.

### Methodische Ansätze zur Stärkung von Selbstliebe durch Kreativität (Auswahl)
- Freies Schreiben: Gedanken ungefiltert zu Papier bringen, um Selbstwahrnehmung und Akzeptanz zu fördern.
- Intuitives Malen: Emotionen durch Farben ausdrücken, ohne Perfektionsdruck.
- Tanz und Bewegung: Körperbewusstsein stärken und Selbstliebe durch freie Bewegung erleben.
- Musik und Klang: Durch eigenes Musizieren oder bewusstes Hören Selbstakzeptanz vertiefen.
- Kreative Visualisierung: Sich selbst als kreatives, selbstbewusstes Individuum vorstellen.
- Handwerk und Gestalten: Eigenes Schaffen als Ausdruck von Selbstwirksamkeit und Wertschätzung.[89][90][91]

### Literatur

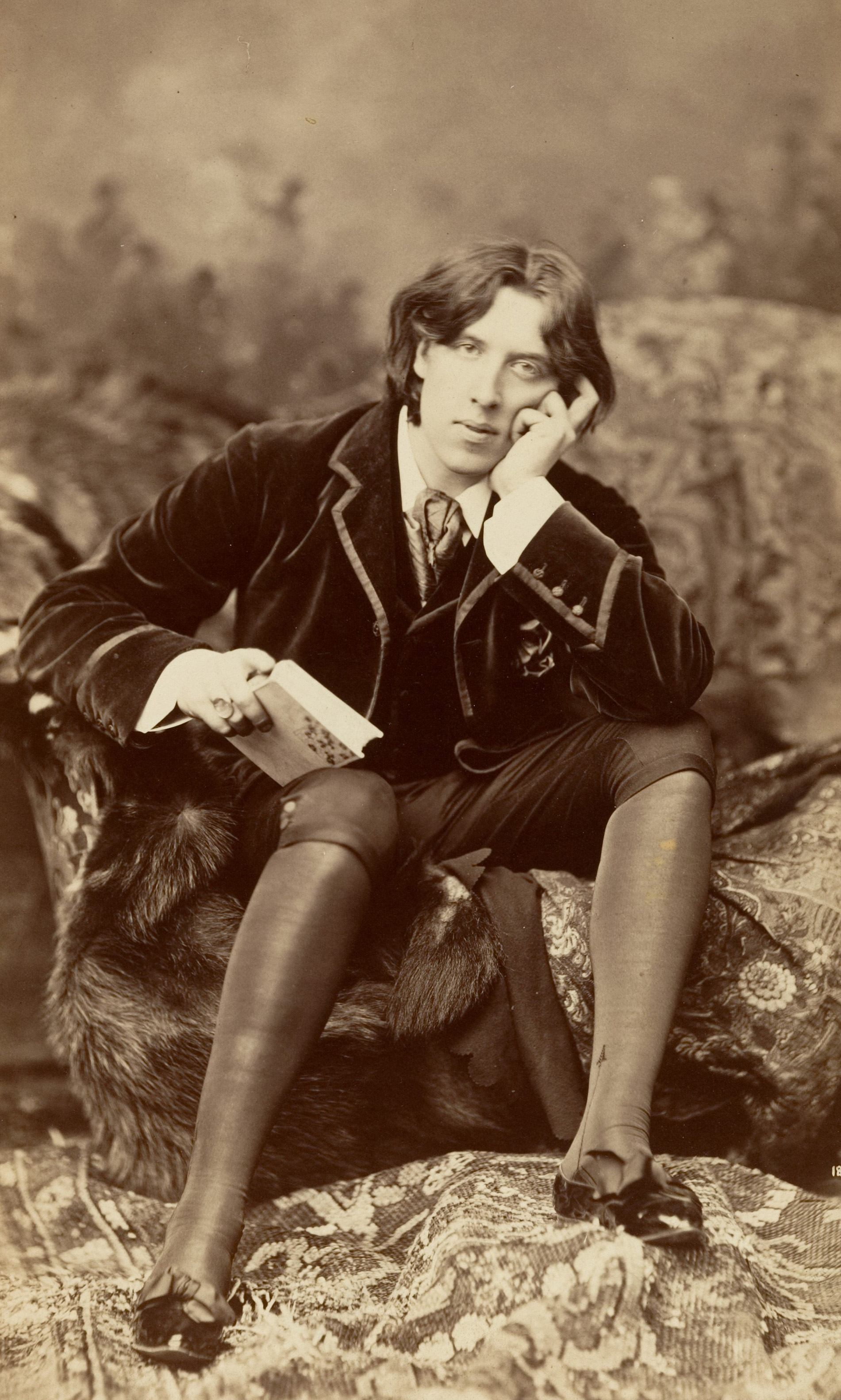
Oscar Wilde 1882

## Rezeption in der Kunst

#### Selbstliebe in der Beat Generation und Hippie-Ära

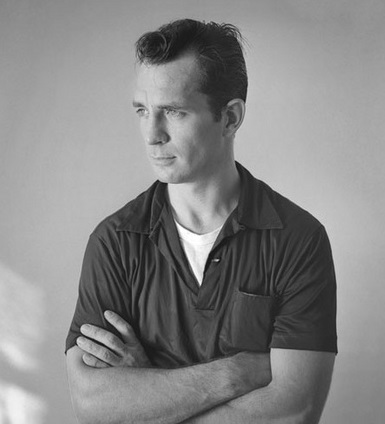
Jack Kerouac etwa 1956

Die Beat Generation der 1950er Jahre und die Hippie-Bewegung der 1960er Jahre prägten die Idee der Selbstliebe als Gegenentwurf zu Krieg und Materialismus. Autoren wie Jack Kerouac, Allen Ginsberg und William S. Burroughs stellten in ihren Werken Individualität und Selbstfindung in den Mittelpunkt – eine Antwort auf die Nachkriegszeit und gesellschaftliche Umbrüche.
Mit dem Vietnamkrieg als Kulisse wurde „Peace and Love“ zum Leitmotiv einer künstlerischen und kulturellen Gegenbewegung in der westlichen Welt. Selbstliebe stand für persönliche und gesellschaftliche Befreiung und inspirierte nachfolgende Generationen zu einem ganzheitlichen Verständnis von Individualität und innerer Harmonie.

#### Gegenwartsliteratur

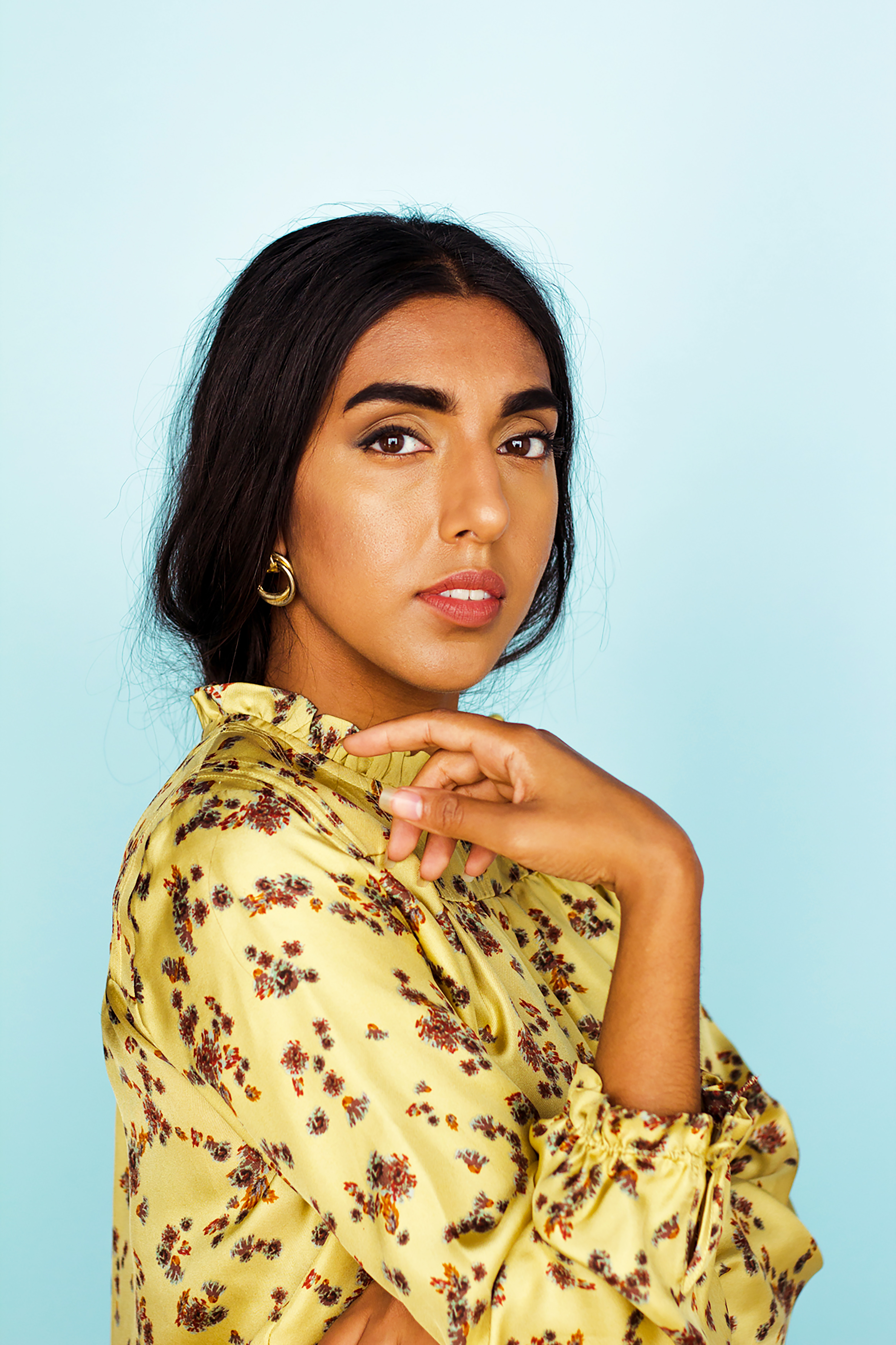
Rupi Kaur 2016

Rupi Kaur ist eine kanadische Dichterin und Autorin, die in ihrem New York Times-Bestseller Milk and Honey (2014) Selbstliebe als zentrales Thema behandelt. Ihre Gedichte beschäftigen sich mit Heilung, Selbstakzeptanz und innerer Stärke. Kaur fordert Frauen dazu auf, sich unabhängig von äußeren Erwartungen selbst zu lieben und ihre eigene Würde zu erkennen. Ein bekanntes Zitat von ihr lautet: 

„Was ist die größte Lektion, die eine Frau lernen sollte? Dass sie seit dem ersten Tag bereits alles in sich trägt, was sie braucht.“

Ihr Werk hat weltweit große Resonanz gefunden, insbesondere bei jungen Frauen, die nach emotionaler Heilung und Selbstbestimmung suchen.
Weitere Autorinnen setzen sich auf unterschiedliche Art und Weise mit dem Thema Selbstliebe auseinander: 
- Glennon Doyle – In ihrem Buch Untamed spricht sie offen über Selbstliebe als Akt der Selbstbefreiung und inneren Stärke.
- Chimamanda Ngozi Adichie – In Dear Ijeawele und We Should All Be Feminists thematisiert sie Selbstliebe als Grundlage für weibliche Selbstbestimmung.
- Alexandra Reinwarth – In Am Arsch vorbei geht auch ein Weg spricht sie humorvoll über Selbstliebe und die Kunst, sich von unnötigem Druck zu befreien.
- Chimamanda Ngozi Adichie – In Dear Ijeawele und We Should All Be Feminists thematisiert sie Selbstliebe als Grundlage für weibliche Selbstbestimmung.

### Bildende Kunst

#### Film und Fotografie
Der Dokumentarfilm ...WIE DICH SELBST? von Susanne Petz und Ralph Gladitz bietet eine Erkundung des Themas Selbstliebe. Neun Menschen im Alter von 28 bis 86 Jahren reflektieren im Gespräch ihre persönliche Wertschätzung und Liebe zu sich selbst. Die Frage „Wie stark ist deine Selbstliebe auf einer Skala von eins bis zehn?“ bildet den Auftakt des Films. Während der Arbeit am Film erkannte Gladitz die politische Dimension des Themas. Der Film steht daher nicht allein, sondern ist Teil des Projekts „Generation L“ – eine Initiative, die sich für weniger Hass, Gewalt, Aggression und Konkurrenz sowie für mehr Liebe einsetzt. Der Film stellt die provokante Frage: „Wie würde sich die Welt verändern, wenn mehr Menschen sich selbst auf gesunde Weise lieben würden?“ Im Jahr 2021 wurde der Film für den Horizonte Filmpreis beim Fünf Seen Filmfestival nominiert.

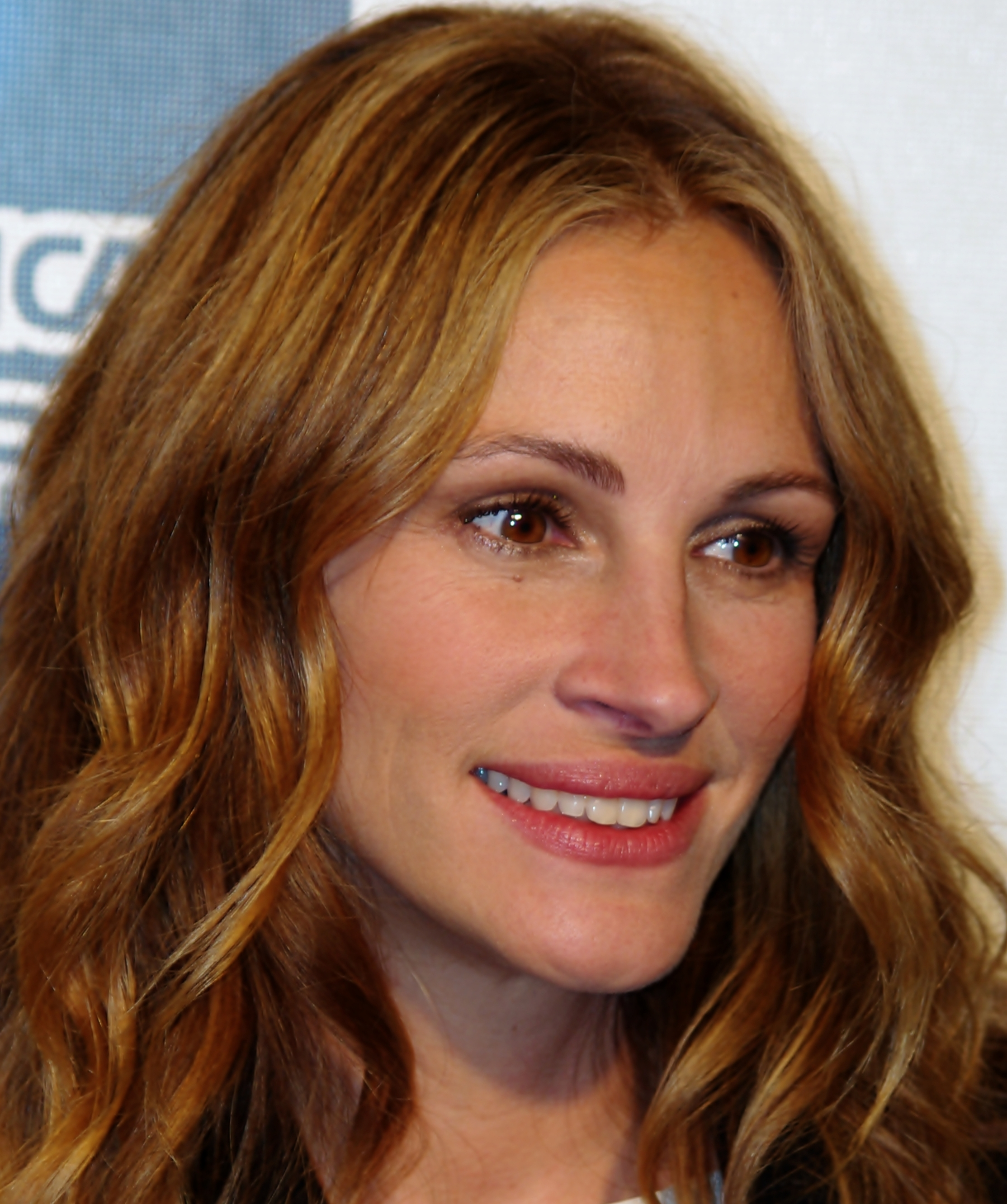
Julia Roberts 2011

Der Film Eat Pray Love, basierend auf den gleichnamigen Memoiren von Elizabeth Gilbert, ist eine visuell beeindruckende Erzählung über Selbstliebe und persönliches Wachstum. Nach einer schmerzhaften Scheidung begibt sich die Protagonistin Liz auf eine Reise durch Italien, Indien und Bali – drei Stationen, die jeweils einen essenziellen Aspekt von Selbstfindung symbolisieren: Genuss, Spiritualität und Balance. Diese filmische Odyssee stellt die persönliche Transformation ins Zentrum und zeigt, dass Selbstliebe nicht nur eine innere Haltung, sondern auch eine aktive Suche nach Sinn, Erfüllung und innerer Ruhe ist. Durch die kunstvolle Inszenierung und die kraftvolle Darstellung von Julia Roberts wird der Film zu einem Schlüsselwerk der filmischen Rezension über Selbstliebe, Selbstakzeptanz und Lebensfreude. Der Film illustriert, dass wahre Zufriedenheit nicht durch äußere Umstände, sondern durch die eigene innere Entwicklung erreicht wird – eine Botschaft, die ihn perfekt in den Diskurs über Selbstliebe in der Kunst einbettet.

#### Zeitgenössische feministische Post-Fluxus-Kunstbewegung

Land Self Love - your self is land of love 2021

Das Kunstwerk Land Self Love – Your Self is Land of Love wurde im Jahr 2021 von der isländischen Künstlerin Katrín Inga Jónsdóttir Hjördísardóttir geschaffen. Es beschäftigt sich mit den Themen Liebe, Eigentum und Selbstverwirklichung, wobei die Künstlerin ihre eigene Körperlichkeit als Medium nutzt.
Die Präsentation erfolgte in Zusammenarbeit mit der Gallery Gudmundsdottir, dem Icelandic Art Center und Business Iceland, unter anderem in der isländischen Botschaft in Berlin. Inspiriert von der kraftvollen Topografie Islands sowie von kink-positiven sexuellen Begegnungen, lädt das Werk die Betrachter dazu ein, sich mit dem Konzept der Selbstliebe und der physischen Erfahrung von Vertrauen und Katharsis auseinanderzusetzen.
Mit ihrer Kunst hinterfragt Jónsdóttir Hjördísardóttir gesellschaftliche Normen und schafft eine immersive Umgebung, in der Betrachter sich selbst als ein Land der Liebe begreifen können.

### Musik
Selbstliebe ist ein wiederkehrendes Thema in der Musik, das von zahlreichen Stilrichtungen und Künstlern aufgegriffen und verarbeitet wurde. Von der klassischen Musik bis hin zu modernen Kompositionen vermittelt Musik das Gefühl der Selbstakzeptanz und unterstützt Menschen dabei, ihren eigenen Wert zu erkennen.

#### Klassische Musik bis Expressionismus
In der klassischen Musik wurde Selbstliebe oft indirekt durch Werke vermittelt, die innere Stärke, Individualität und persönliche Entwicklung thematisieren. Johann Sebastian Bach und Ludwig van Beethoven erschufen Kompositionen, die emotionale Tiefe und Selbstreflexion fördern. Beethovens Ode an die Freude kann beispielsweise als Ausdruck universeller Liebe, einschließlich der Selbstliebe, interpretiert werden.
Auch der Impressionismus, vertreten durch Claude Debussy und Maurice Ravel, betonte individuelle Emotionen und persönliche Stimmungen, die eine tiefere Form der Selbstwahrnehmung ermöglichten. Der Expressionismus mit Künstlern wie Arnold Schönberg erforschte die inneren Kämpfe des Menschen und legte damit die Grundlage für eine musikalische Auseinandersetzung mit dem Selbstbild.

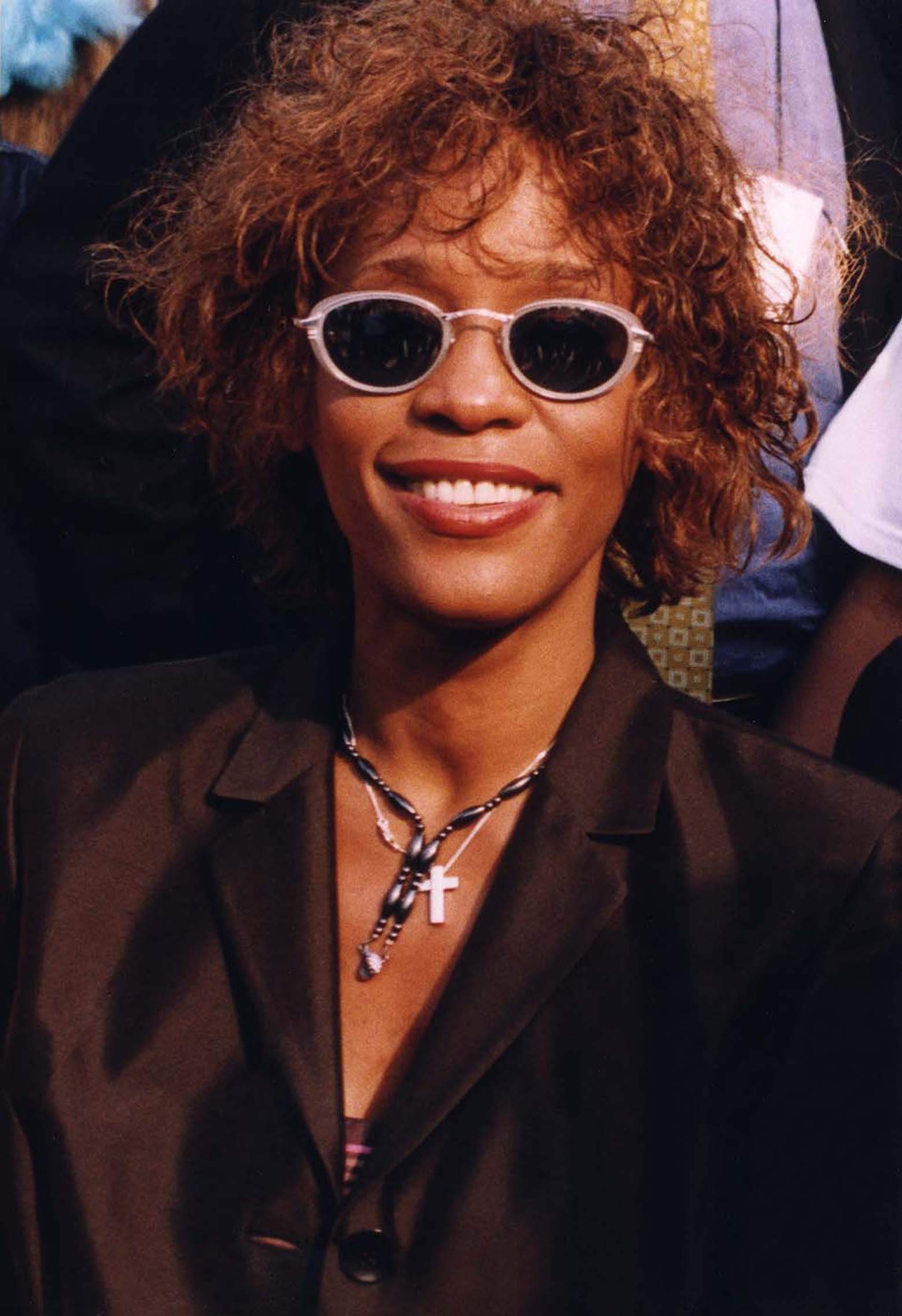
Whitney Houston

#### Moderne Musik
In der modernen Musik gibt es zahlreiche Werke, die Selbstliebe direkt oder indirekt thematisieren. Künstler wie Whitney Houston (Greatest Love of All), Christina Aguilera (Beautiful), Miley Cyrus (Flowers) und Lizzo (Special oder Good As Hell) haben Songs geschaffen, die Selbstakzeptanz und innere Stärke feiern. Auch der deutsche Songwriter SEOM hat das Thema in seinem Album Selbstliebe musikalisch verarbeitet.
Die elektronische Musik und der Minimalismus von Künstlern wie Philip Glass bieten mit ihren meditativen und introspektiven Klanglandschaften Raum für persönliche Reflexion und Selbstakzeptanz.

## Interkulturelle Perspektiven auf Selbstliebe (Auswahl)
Selbstliebe wird weltweit geschätzt, doch kulturell unterschiedlich interpretiert.

### Westliche Kulturen (Europa, Nordamerika, Australien)
- Selbstliebe wird oft mit Selbstverwirklichung und individueller Freiheit verbunden.
- Psychologische Konzepte wie Selbstmitgefühl (nach Kristin Neff) sind weit verbreitet.
- In der modernen Psychotherapie fließt die Rolle der Selbstliebe mit ein (wie Akzeptanz- und Commitment-Therapie).
- In der Popkultur wird Selbstliebe häufig als Selbstpflege oder Selbstfürsorge (Self-Care) dargestellt.[109]

### Östliche Kulturen (China, Japan, Indien)
Selbstliebe wird oft mit Harmonie und Gemeinschaft verknüpft.
- In China wird oft Harmonie (和谐 - Héxié) betont, sowohl in zwischenmenschlichen Beziehungen als auch in der Beziehung zwischen dem Individuum und der Gesellschaft. In der Traditionellen Chinesischen Medizin (TCM) sowie in vielen philosophischen Schulen, wie dem Konfuzianismus und Taoismus, wird das „wahre Wohl“ des Individuums als das Ergebnis einer Ausgewogenheit zwischen sich selbst, seiner Umgebung und sozialen Beziehungen verstanden. Selbstliebe wird daher nicht isoliert betrachtet, sondern als integraler Bestandteil einer größeren Balance zwischen dem Individuum und seiner Umwelt.[110][111][112]

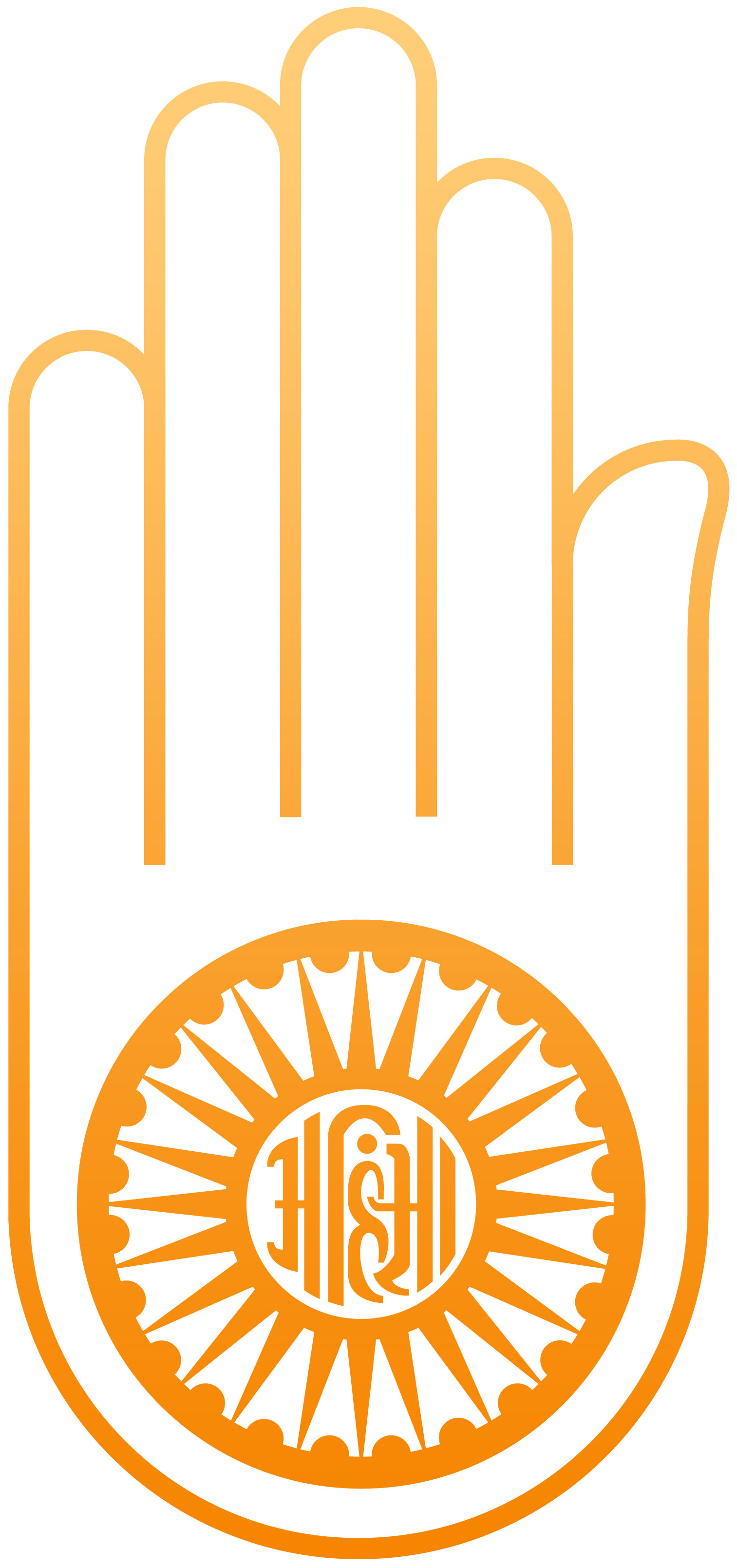
Symbol der Ahimsa im Jainismus

- In Japan wird Selbstliebe nicht vorrangig als Selbstfürsorge oder Selbstakzeptanz verstanden, sondern vielmehr als Selbstdisziplin und Pflichtbewusstsein gegenüber der Gesellschaft. Die individuelle Existenz ist eng mit den Erwartungen und dem Wohl der Gemeinschaft verknüpft. Diese Auffassung von Selbstliebe spiegelt sich in verschiedenen Konzepten wie: Ikigai (生きがい) – Der Lebenssinn oder das, was eine Person morgens motiviert aufzustehen, oft in Verbindung mit dem Dienst an anderen; Shikata Ga Nai (仕方がない) – Die Akzeptanz dessen, was unveränderlich ist, eine Form der inneren Ruhe und Resilienz; Wabi-Sabi (侘寂) – Die Wertschätzung der Unvollkommenheit und Vergänglichkeit, ein Prinzip, das auch auf die Selbstakzeptanz angewendet werden kann; Gaman (我慢) – Die Fähigkeit, Widrigkeiten mit Geduld und Würde zu ertragen, ein Ausdruck von Stärke und Charakter; Oubaitori (桜梅桃李) – Die Idee, dass jeder Mensch seinen eigenen Weg geht, ohne sich mit anderen zu vergleichen; Kaizen (改善) – Die kontinuierliche Verbesserung, sowohl im beruflichen als auch im persönlichen Leben; Shu Ha Ri (守破離) – Ein Lernprozess, der sich von der Tradition über die Anpassung hin zur individuellen Meisterschaft bewegt.[113][114][115]

- In Indien wird das Thema Selbstliebe als integraler Bestandteil der spirituellen Reise betrachtet, bei der das Ziel nicht nur persönliches Wohlbefinden, sondern auch die Einheit mit dem Universum und das Leben in Harmonie mit allen Lebewesen im Vordergrund steht. Der Begriff Ahimsa (Gewaltlosigkeit) spielt eine zentrale Rolle in der indischen Vorstellung von Selbstliebe. Ahimsa betont, dass wahre Selbstliebe nicht in egoistischem Verhalten besteht, sondern in einem respektvollen, mitfühlenden Umgang mit sich selbst und anderen.[116][117][118]

### Afrikanische Kulturen
- Selbstliebe ist stark mit Gemeinschaft und Familie verbunden.
- In afrikanischen Traditionen wird das Wohl des Einzelnen mitunter durch das Wohl der Gemeinschaft bestimmt.
- Ubuntu („Ich bin, weil wir sind“) betont die gegenseitige Unterstützung als Form der Selbstliebe.[119][120]

### Arabische Kulturen
- Selbstliebe wird oft durch spirituelle und religiöse Werte geprägt.
- In islamischen Traditionen ist Selbstliebe eng mit Gottesliebe und Dankbarkeit verbunden.
- Gemeinschaft und Familie haben einen hohen Stellenwert.[121]

### Mittel- und Lateinamerikanische Kulturen

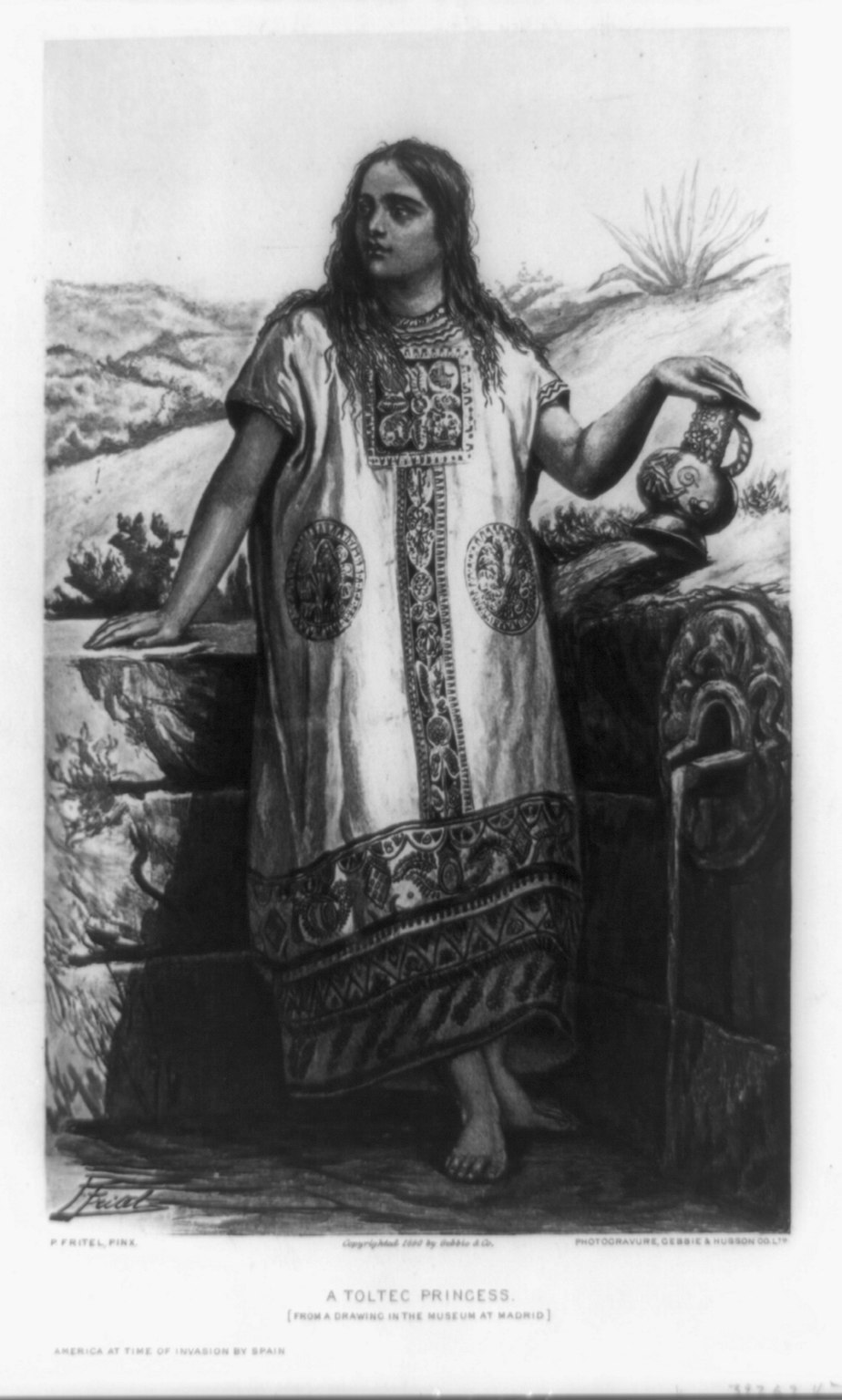
Toltekische Prinzessin von P. Fritel 1890

- Selbstliebe ist oft mit Lebensfreude und emotionaler Ausdruckskraft verbunden.
- Körperliche Selbstliebe (wie Tanz oder Musik) spielt eine große Rolle.
- Familie und soziale Bindungen sind essenziell für das Selbstwertgefühl.[122]

#### Selbstliebe in der toltekischen Weisheit
Don Miguel Ruiz beschreibt in The Four Agreements, dass die Tolteken Selbstliebe als Schlüssel zur inneren Freiheit sahen. Durch die gesellschaftliche „Domestizierung“ übernehmen Menschen negative Glaubenssätze, die ihre Selbstachtung untergraben.
Nach Auffassung der Tolteken helfen die Vier Vereinbarungen, sich von diesen Begrenzungen zu lösen:
- Sei tadellos mit deinem Wort – Sprich respektvoll über dich selbst.
- Nimm nichts persönlich – Andere Meinungen bestimmen nicht deinen Wert.
- Triff keine Annahmen – Klare Kommunikation verhindert Selbstzweifel.
- Gib immer dein Bestes – Selbstliebe bedeutet, sich mit Geduld und Respekt zu begegnen.

Für die Tolteken war Selbstliebe eine spirituelle Praxis, die zu Authentizität, Freiheit und innerer Harmonie führt.

### Fazit
Selbstliebe ist ein universelles Konzept mit tief verwurzelten kulturellen Nuancen. Während Selbstliebe weltweit existiert, wird ihre Bedeutung durch gesellschaftliche Werte und Traditionen geprägt. Selbstliebe ist nicht nur eine individuelle Praxis, sondern oft eng mit sozialen, spirituellen und philosophischen Überzeugungen verknüpft.
Während westliche Kulturen Selbstliebe oft als Selbstverwirklichung begreifen, wird sie in östlichen und afrikanischen Kulturen stärker als Teil sozialer oder spiritueller Harmonie gesehen. Die interkulturellen Unterschiede zeigen, dass Selbstliebe nicht nur eine persönliche Haltung, sondern auch ein Spiegel gesellschaftlicher und philosophischer Werte ist.

## Verschiedenes

### Selbstliebe und mentale Gesundheit

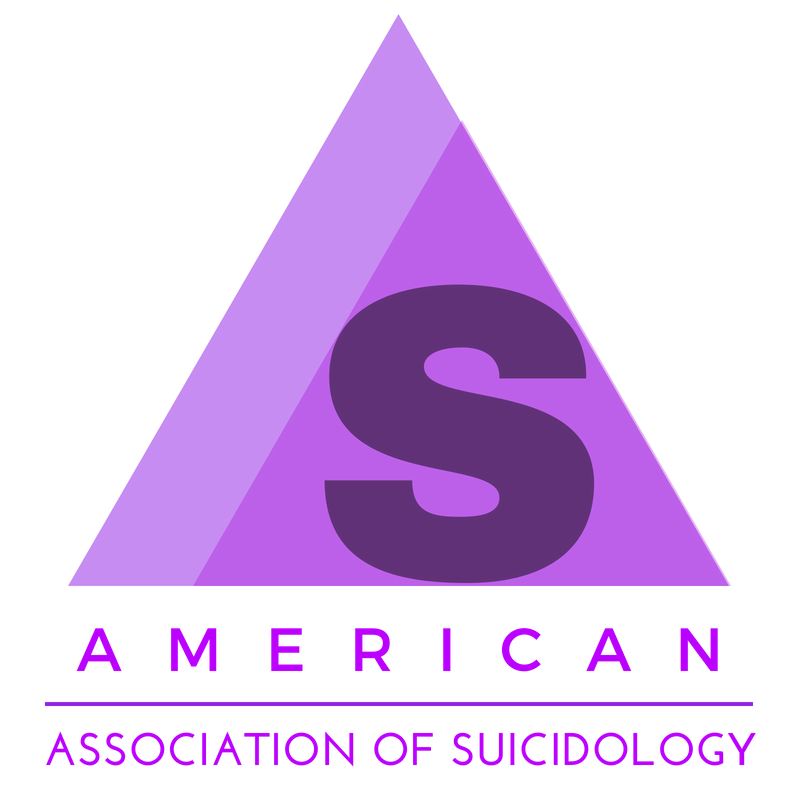
American Association of Suicidology (ASS)

Ein Mangel an Selbstliebe gilt laut der American Association of Suicidology als Risikofaktor für suizidale Gedanken und Handlungen. In einer im Jahr 2008 durchgeführten Studie mit 338 psychiatrischen Patienten untersuchte die Organisation den Einfluss eines geringen Selbstwertgefühls und fehlender Selbstliebe auf suizidale Tendenzen und Suizidversuche.

#### Begriffserklärung
Im Rahmen der Studie wird Selbstliebe als eine positive Grundhaltung gegenüber der eigenen Person definiert. Sie umfasst sowohl das selbstbezogene Selbstwertgefühl – also die persönliche Einschätzung des eigenen Wertes – als auch das fremdbezogene Selbstwertgefühl, also die Vorstellung darüber, wie man von anderen wahrgenommen wird.

#### Bedeutung für die psychische Gesundheit
Die Untersuchung zeigt, dass ein Mangel an Selbstliebe als wesentlicher Risikofaktor für psychische Erkrankungen wie Depressionen zu bewerten ist. Menschen mit niedrigem Selbstwertgefühl – sei es im Hinblick auf die eigene Person oder auf die vermeintliche Wahrnehmung durch andere – entwickeln häufiger suizidale Gedanken. Dieser Zusammenhang bestand selbst dann, wenn bereits bestehende Depressionen und Hoffnungslosigkeit berücksichtigt wurden. Besonders ausschlaggebend war dabei das Gefühl, von anderen nicht wertgeschätzt zu werden. In der Folge können geringe Selbstachtung, Hoffnungslosigkeit und depressive Symptome das Risiko für suizidales Erleben und Verhalten deutlich erhöhen.

#### Fazit
Ein niedriges Selbstwertgefühl kann insbesondere im Kontext bereits vorhandener psychischer Erkrankungen das Risiko für Suizidgedanken zusätzlich verstärken. Der Förderung von Selbstliebe kommt daher eine zentrale Rolle in der Prävention und Stärkung der psychischen Gesundheit zu.

### Kommerzialisierung der Selbstliebe

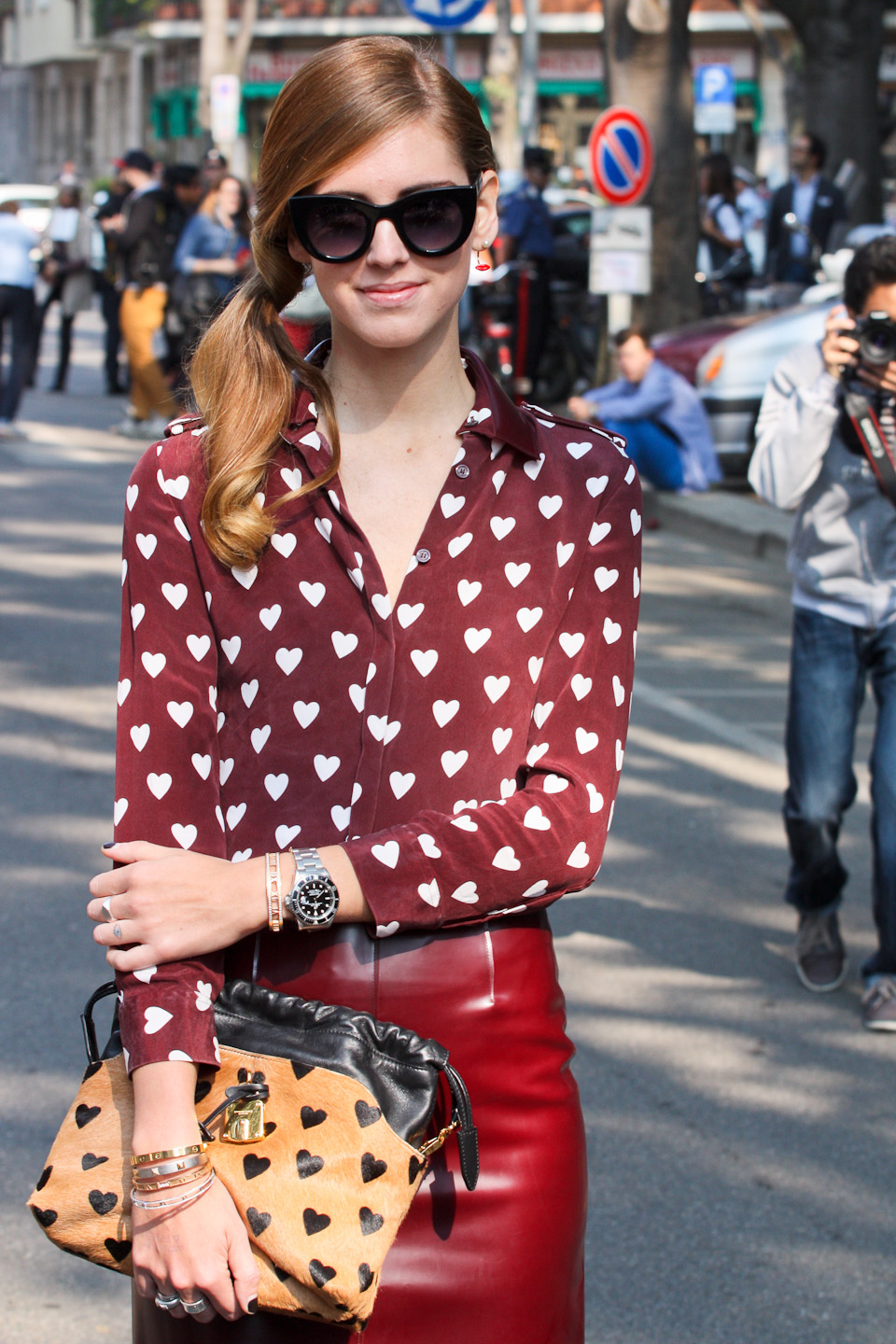
Chiara Ferragni - Mode-Influencerin und Bloggerin 2013

Selbstliebe ist zu einem lukrativen Marktgegenstand geworden. Unternehmen, Coaches und Influencer nutzen das steigende Interesse an dem Thema für Produkte und Dienstleistungen. Kritiker hinterfragen die Kommerzialisierung, während Befürworter den Zugang zu professioneller Unterstützung schätzen.

#### Wichtige Einnahmequellen
- Coaching und Kurse: Programme zur Stärkung des Selbstwertgefühls.
- Produkte und Social Media: Influencer verdienen durch Kooperationen und eigene Produkte (wie Affirmationskarten, Selbstliebe-Tagebücher, Selbstfürsorge-Kits).
- Retreats und Wellness: Spezialangebote mit Meditation und Coaching.
- Bücher und Ratgeber: Selbsthilfebücher als Bestseller.
- Apps und digitale Plattformen: Unternehmen bieten inzwischen Self-Care-Apps mit Meditationen, Journaling oder personalisierten Coaching-Angeboten an.
- Corporate Wellbeing: Selbstliebe als Teil der Unternehmenskultur – von bezahlten Wellbeing-Programmen (wie Wellhub) bis zu Coaching für Angestellte.

#### Kritik
Die Kommerzialisierung von Selbstliebe beschreibt die wirtschaftliche Nutzung des wachsenden Interesses an dem Thema. Unternehmen, Coaches und Influencer vermarkten entsprechende Produkte und Dienstleistungen, darunter Selbstwerttrainings, Konsumartikel, Wellness-Angebote und spezialisierte Retreats.
Untersuchungen analysieren die Vermarktung und deren Einfluss auf Unsicherheiten sowie den Zugang zu professioneller Unterstützung. Zudem wird diskutiert, ob die wirtschaftliche Nutzung nachhaltige persönliche Entwicklung fördert oder primär kommerzielle Interessen verfolgt.

### Spiritualität und Selbstliebe
Selbstliebe spielt in vielen spirituellen Traditionen eine zentrale Rolle und fördert innere Harmonie sowie Selbstakzeptanz.

#### Wichtige Konzepte

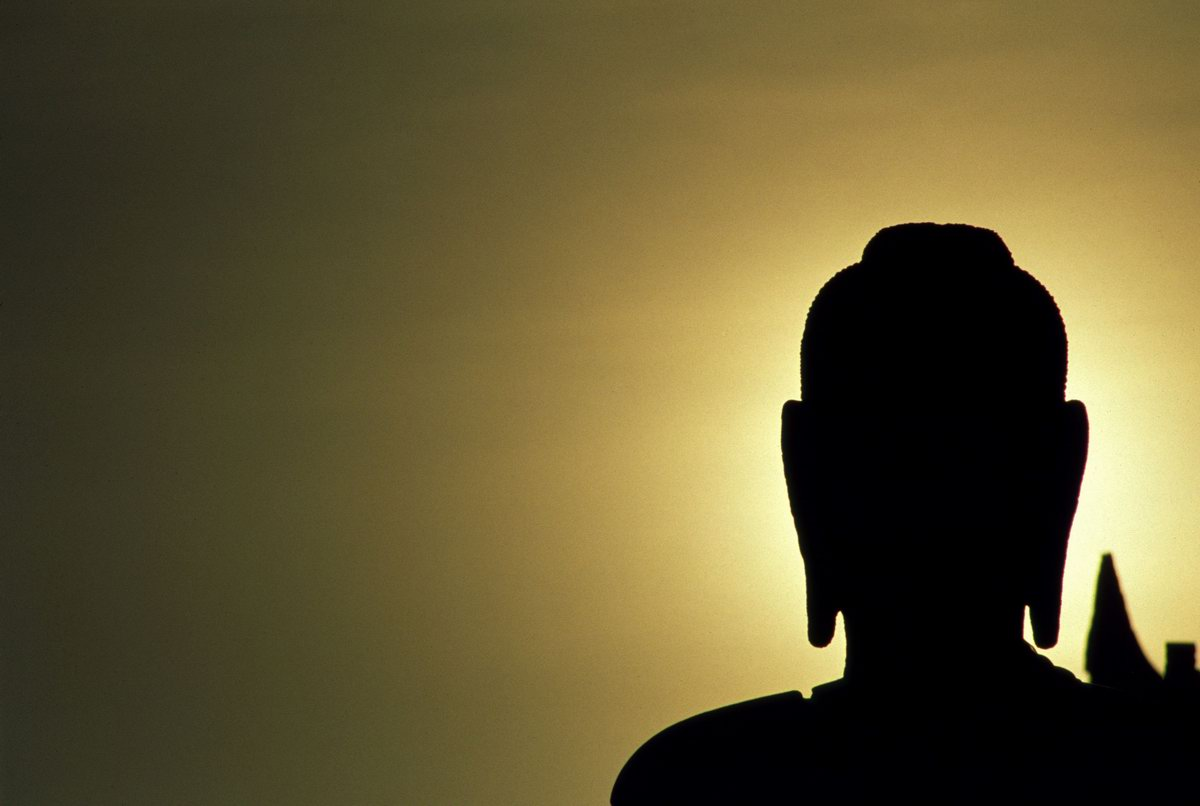
Buddha

- Buddhismus: Selbstliebe als Metta (liebende Güte), mit Fokus auf Mitgefühl.
- Hinduismus: Verknüpfung mit Ahimsa (Gewaltlosigkeit) und Selbstfürsorge.
- Chakrenlehre: Das Herzchakra (Anahata) gilt als Zentrum der Liebe und Selbstakzeptanz.
- Meditation und Achtsamkeit: Förderung von Selbstliebe durch regelmäßige spirituelle Praxis (wie Geh- und Atemmeditation, Tagesrückschau oder langsames und bewusstes Essen).
- Christliche Mystik: Selbstliebe wird als Teil der Nächstenliebe betrachtet – „Liebe deinen Nächsten wie dich selbst“.
- Sufismus (Islamische Mystik): Selbstliebe ist eng mit der göttlichen Liebe verbunden und wird durch spirituelle Praktiken wie Dhikr (Gedenken Gottes) gefördert.

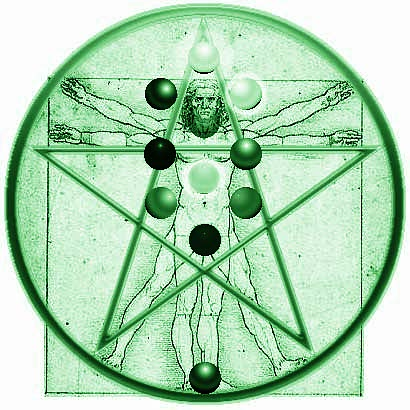
Sefirot im menschlichen Körper

- Taoismus und Daoismus: Selbstliebe als Ausdruck des natürlichen Flusses des Lebens (Wu Wei) und der Harmonie mit sich selbst.
- Jüdische Mystik (Kabbala): Die Idee der göttlichen Funken in jedem Menschen, die Selbstliebe als spirituelle Erkenntnis fördern.
- Psychologische Perspektive: Verbindung zwischen spiritueller Selbstliebe und moderner Psychologie, z. B. durch Selbstmitgefühl nach Kristin Neff.
- Moderne Esoterik: Praktiken wie Rosenquarz-Rituale oder Energiearbeit sollen Selbstliebe als spirituelle Entwicklung unterstützen.[133][134][135]

### Selbstliebe und Sexualität: Wechselwirkungen und Grenzen

#### Selbstliebe als Fundament sexueller Selbstbestimmung
Menschen mit einem positiven Selbstbild erleben oft eine erfüllendere Sexualität, da sie ihre Bedürfnisse klarer kommunizieren und gesunde Grenzen setzen können. Studien zeigen, dass Selbstakzeptanz und ein stabiles Selbstwertgefühl die Fähigkeit fördern, lustvolle und selbstbestimmte sexuelle Erfahrungen zu machen.

#### Psychologische Perspektiven
Die Psychologie betrachtet Selbstliebe als Schlüsselfaktor für ein gesundes Sexualleben. Achtsame Selbstwahrnehmung trägt dazu bei, emotionale und physische Intimität sowohl mit sich selbst als auch mit anderen zu vertiefen. Forschungsergebnisse zeigen, dass Menschen, die ein hohes Maß an Selbstakzeptanz besitzen, ihre Sexualität mit größerem Bewusstsein und weniger Selbstzweifel erleben.

#### Solosexualität und Selbstliebe
Selbstfürsorge im sexuellen Kontext stärkt das Körperbewusstsein und die Fähigkeit, die eigenen Bedürfnisse zu erkennen und wertzuschätzen. Masturbation gilt als Form der sexuellen Selbstfürsorge und kann helfen, eigene Bedürfnisse besser wahrzunehmen. Gesellschaftliche Normen beeinflussen, wie Solosexualität bewertet wird, während neurobiologische Erkenntnisse zeigen, dass sie Stress reduzieren und das Wohlbefinden fördern kann.

#### Grenzen der Verbindung

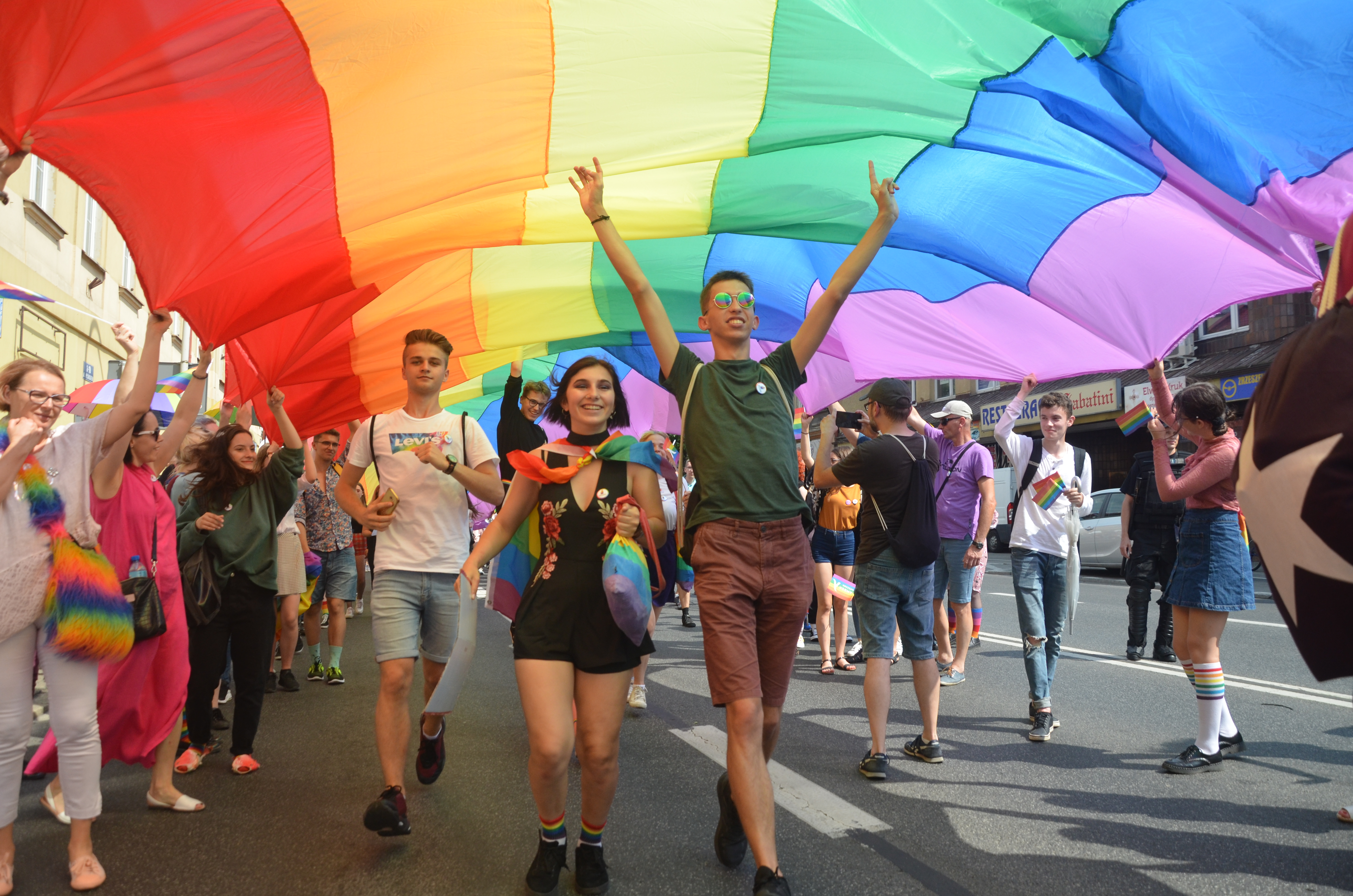
LGBT Parade in Rzeszów Foto 2019

Während Selbstliebe mit sexueller Erfüllung in Verbindung gebracht werden kann, ist sie keine universelle Voraussetzung für ein erfülltes Sexualleben. Manche Menschen mit starkem Selbstwertgefühl haben wenig oder kein sexuelles Interesse, sei es aufgrund von Asexualität oder persönlichen Präferenzen, während andere trotz Unsicherheiten oder Selbstzweifeln erfüllte sexuelle Erfahrungen machen. Die Vielfalt individueller sexueller Identitäten und Orientierungen zeigt, dass Selbstliebe und Sexualität in einem komplexen Wechselspiel stehen und nicht immer direkt miteinander korrelieren.

#### Stonewall-Aufstände: Selbstliebe als Widerstand

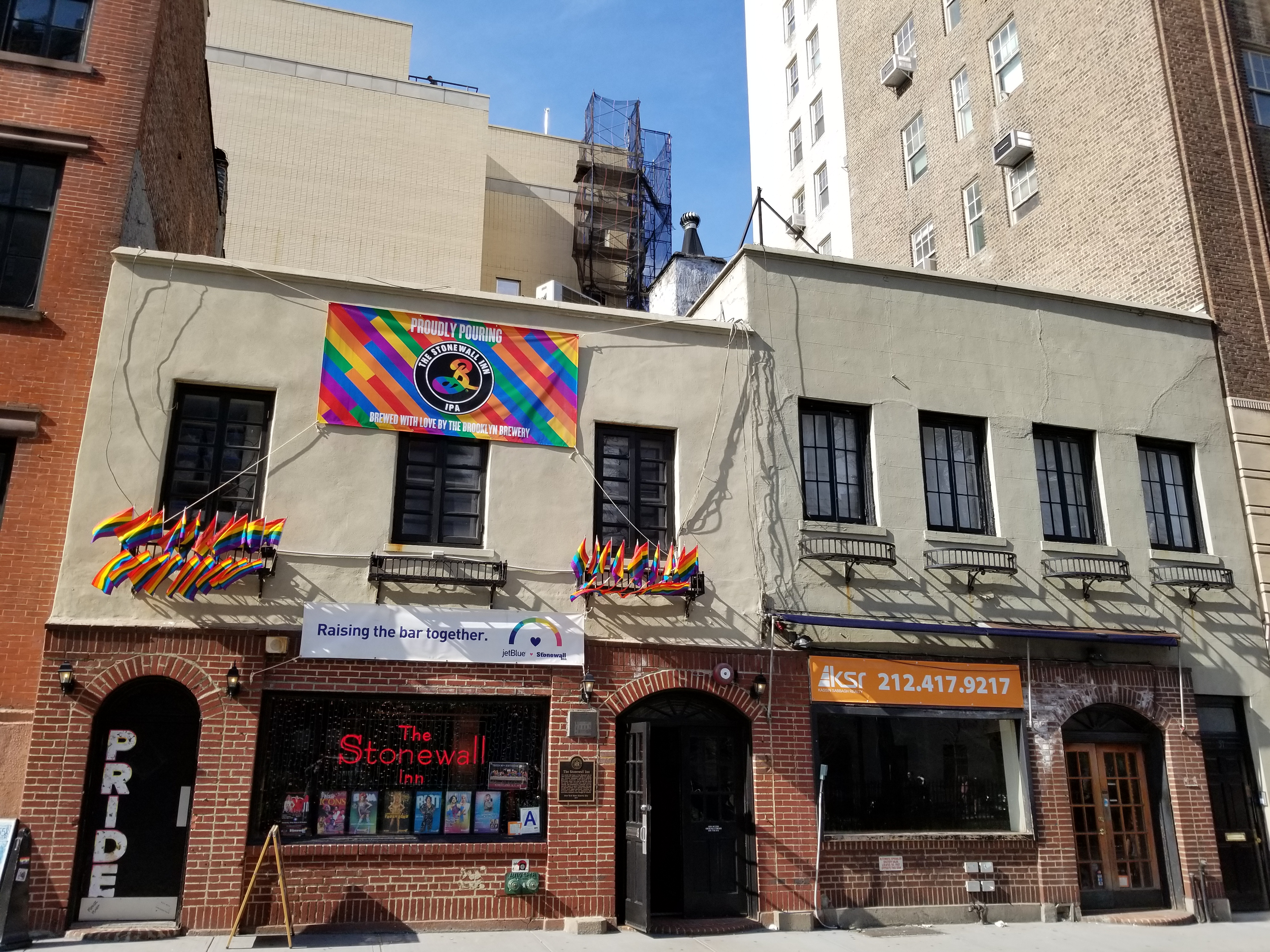
Stonewall Inn 2019

Die Stonewall-Aufstände in New York City von 1969 markieren den Beginn der modernen LGBTQ-Bewegung. Ausgelöst durch Polizeigewalt gegen queere Menschen im Stonewall Inn, wurden die Proteste zum Symbol des Kampfes für Gleichberechtigung.
Selbstliebe spielte dabei eine zentrale Rolle. Sie bedeutete, die eigene Identität nicht länger zu verstecken, sondern offen und stolz für Rechte einzutreten. Die Aufstände inspirierten die Pride-Bewegung und zeigten, dass Akzeptanz nicht nur persönlich, sondern auch politisch ist. Stonewall wurde zum Wendepunkt und bestärkte Menschen darin, sich selbst anzunehmen.

#### Fazit
Selbstliebe kann die sexuelle Selbstbestimmung und das Wohlbefinden fördern, ist aber keine zwingende Voraussetzung für erfüllte Sexualität. Individuelle Unterschiede, soziale Normen und psychologische Faktoren beeinflussen das Zusammenspiel beider Konzepte. Während manche Menschen durch Selbstliebe bewusster und zufriedener mit ihrer Sexualität umgehen, erleben andere trotz Unsicherheiten erfüllende sexuelle Erfahrungen oder haben wenig bis kein sexuelles Interesse.
Statt Selbstliebe als universellen Schlüssel zur Sexualität zu sehen, sollte sie als dynamische Ressource verstanden werden, die individuell verschieden in das sexuelle Erleben einfließt. Ein reflektierter Umgang mit der eigenen Identität und den persönlichen Bedürfnissen unterstützt eine gesunde psychosexuelle Entwicklung.